# Права ЛГБТ в Испании
Права лесбиянок, геев, бисексуалов и трансгендеров (ЛГБТ) в Испании за последние годы претерпели несколько значительных изменений. Древние римляне в Испании считали сексуальные контакты между мужчинами обычным делом, и браки между мужчинами были нормальной практикой в период ранней Римской империи, однако закон против гомосексуальности был обнародован христианскими императорами Констанцием II и Константом, в результате чего в 4 веке римские моральные нормы претерпели значительные изменения. Влияние христианства в конечном итоге характеризовало секс как действие, единственной целью которого было деторождение, а гомосексуальность рассматривалась как одно из многих сексуальных извращений, которые были греховными и противоречили воле Бога. Поворотным моментом в этой тенденции является эпоха Просвещения, когда индивидуальные свободы стали приобретать все большее значение, устранив мужеложство из Уголовного кодекса Испании в 1822 году. Эволюция к принятию гомосексуальности, сложная и медленная, была прервана Гражданской войной и диктатурой Франко, которые привели к жестокому подавлению так называемых фиалок. После диктатуры эволюция в сторону признания продолжилась.
На протяжении конца 20-го века права ЛГБТ-сообщества стали более широкими, и в 1979 году однополые сексуальные отношения снова стали легальными с таким же возрастом согласия, как и у гетеросексуальных партнеров. Сегодня Испания была признана страной с одной из самых высоких степеней свободы у ЛГБТ-граждан. После признания незарегистрированного сожительства между однополыми парами по всей стране и зарегистрированных партнерств в некоторых городах и общинах с 1994 по 1997 год, Испания легализовала как однополые браки, так и права усыновления для однополых пар в 2005 году. Трансгендерам разрешено менять свой юридический пол без необходимости хирургического вмешательства по смене пола или стерилизации. Дискриминация при приеме на работу в отношении сексуальной ориентации запрещена по всей стране с 1995 года. ЛГБТ-людям разрешено открыто служить в армии, а кровь можно сдавать с 2005 года.
Испания была признана одной из самых либеральных в культурном отношении и дружественных к ЛГБТ стран в мире, и культура ЛГБТ играет значительную роль в испанской литературе, музыке, кино и других формах развлечений, а также в социальных вопросах и политике. Общественное мнение о гомосексуальности отмечается социологами как исключительно положительное: исследование, проведенное Исследовательским центром Pew в 2013 году, показало, что более 88 процентов граждан Испании положительно относятся к гомосексуальности, что делает эту страну наиболее благоприятной для ЛГБТ из 39 опрошенных. Заметность ЛГБТ также увеличилась в нескольких слоях общества, таких как Гражданская гвардия Испании, армия, судебные органы и духовенство. Однако в других областях, таких как спорт, ЛГБТ-сообщество остается маргинальным. Испанские режиссеры, такие как Педро Альмодовар, повысили осведомленность международной аудитории о терпимости к ЛГБТ в Испании. В 2007 году в Мадриде проходило ежегодное празднование Europride, а в 2017 — WorldPride. Города Мадрид и Барселона также имеют репутацию двух городов мира, наиболее дружественных к ЛГБТ. Гран-Канария также известна во всем мире как одно из самых популярных туристических направлений для ЛГБТ-пар.

## Римляне

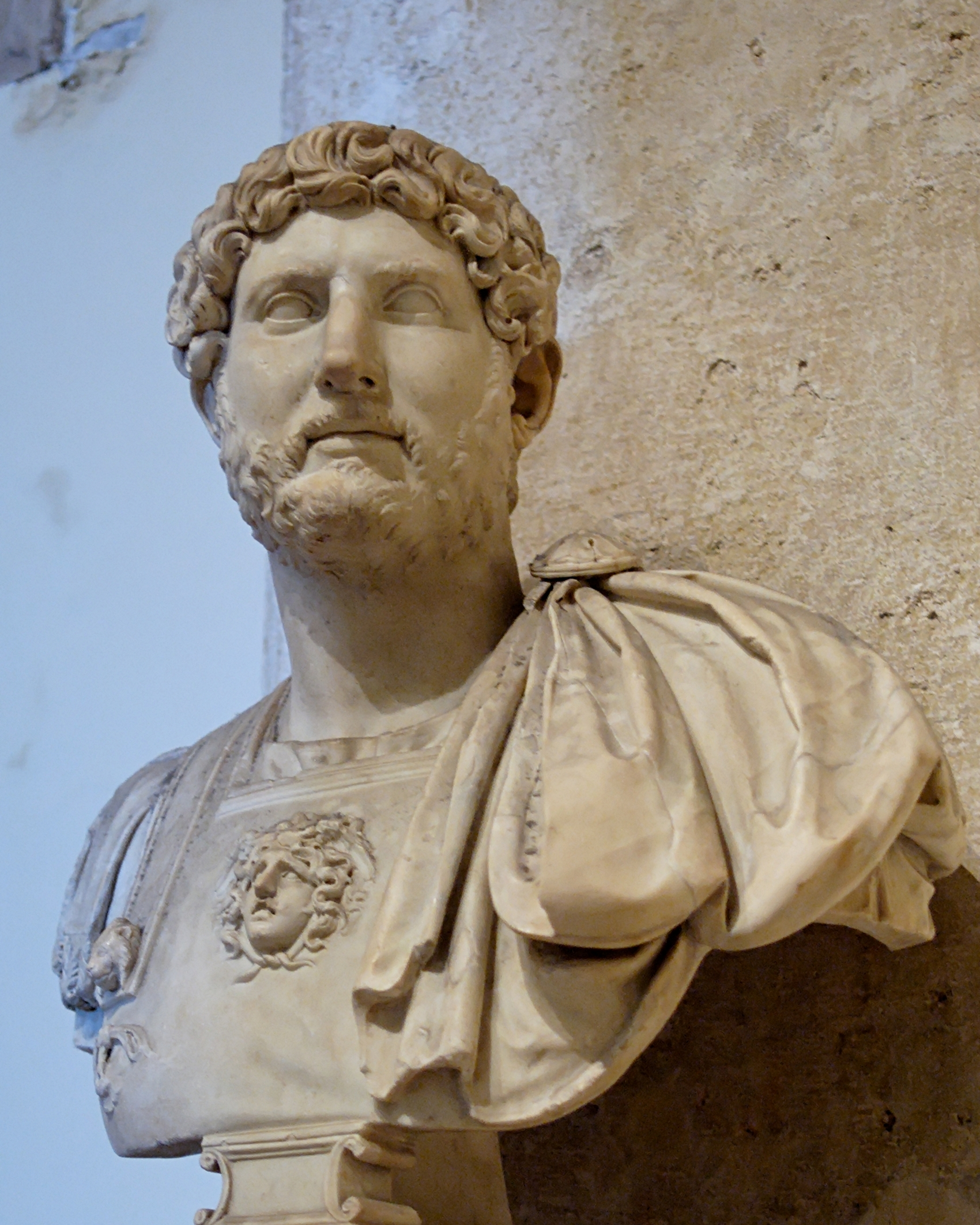
Мраморный бюст императора Адриана, любовником которого был Антиной. (Капитолийские музе), Рим).

Римляне принесли с собой, наряду с другими элементами своей культуры, свою сексуальную мораль. В римской сексуальности статус был важнее, чем личность. Таким образом, мужчины могли заниматься сексом с рабами, евнухами и проститутами так же, как и с рабынями, наложницами и проститутками. Напротив, ни один из уважаемых граждан не позволил бы другому мужчине заняться с ним сексом вне зависимости от его возраста и статуса. Помимо этого, было строгое различие между активным гомосексуалом (который иногда спал с женщинами, а иногда и с мужчинами) и пассивным, которого считали раболепным и женоподобным. Эта мораль использовалась, например, против Цезаря, чьи предполагаемые отношения с царем Вифинии были на устах всего Рима. В целом в Риме доминировала форма гомосексуальности, очень похожая на ту, которую практиковали греки.
Было также известно о лесбиянстве как среди женщин-женщин, которые без лишних слов занимались сексом с другими женщинами, так и о трибадизме, при котором женщины, выглядящие по-мужски, занимались мужской деятельностью, включая борьбу, охоту и отношения с женщинами.
Марко Валерио Марсьял, великий испано-римский поэт и юрист, вырос и получил образование в Бильбилисе (недалеко от Калатаюда), но большую часть своей жизни провел в Риме. Там он охарактеризовал римскую жизнь в эпиграммах и стихах. От первого лица он рассказывает о сексуальных привычках и получении минетов как от мужчин, так и от женщин.
Другой пример - Адриан, один из римских императоров, родившихся в Испании, в области Италии (нынешний Сантипонсе). Он был императором с 117 по 138 года. У него был знаменитый любовник, Антиной Мондрагонский, которого он обожествлял и в честь которого после его случайной смерти на Ниле построил город Антинополь в Египте.

### Приход христианства
Римская мораль изменилась уже к четвертому веку, когда Аммиан Марцеллин резко критиковал сексуальные обычаи тайфалов, племени, расположенного между Карпатами и Черным морем, которое практиковало гомосексуальность, как греки. В 342 году императоры Константин и Констанций ввели закон о наказании за пассивную гомосексуальность, вплоть до кастрации, который был расширен в 390 году Феодосием и разрешает сжигать на костре всех пассивных гомосексуалов, которые работали в публичных домах. В 438 году закон был распространен на всех пассивных гомосексуалов, а в 533 году Юстиниан ужесточил закон, согласно которому любой гомосексуальный акт наказывается кастрацией и сожжением.
Подобное изменение отношения объясняется тремя причинами. Прокопий Кесарийский, историк двора Юстиниана, считал, что за законами стояли политические мотивы, поскольку они позволяли Юстиниану устранять политических врагов, сохранять его собственность и были не очень эффективны в искоренении гомосексуальности среди простых людей. Вторая и, возможно, самая важная причина заключалась в распространении христианства в римском обществе, которое исходило из христианской парадигмы, согласно которой секс должен служить исключительно для воспроизводства. Колин Спенсер в своей книге "Гомосексуальность. История", указывает на другую возможную причину: попытка увеличить репродуктивное давление на людей. Это явление будет сочетаться с распространением стоицизма в Империи.
До 313 года в христианстве не существовало единого учения о гомосексуальности, но ранее Апостол Павел уже критиковал гомосексуальность как противоречащий природе:
Точно так же и мужчины, оставив естественный секс с женщинами, воспламенялись друг к другу в своих похотях,  совершали ужасные поступки с другими мужчинами и получали себе награду, соответствующую их заблуждению.Библия Рейна-Валера 1602: 45, Римлянам: 1
Постепенно священнослужители создавали серию текстов, в которых гомосексуальность и секс в целом осуждались самым решительным образом, борясь с тем, что до этого не считалось проблемой. В некоторых случаях гомосексуальные отношения наблюдались в церкви, несмотря на то, что христианская доктрина выступает против этого вида сексуальных отношений. Эти отношения также затронули видных членов ранней церкви. С другой стороны, гомосексуальность с самого начала отождествлялась с ересью не только из-за политических мотивов, но и из-за ритуалов некоторых гностических сект или манихейства, которые, согласно святому Августину, практиковали гомосексуальные обряды.

## Вестготы

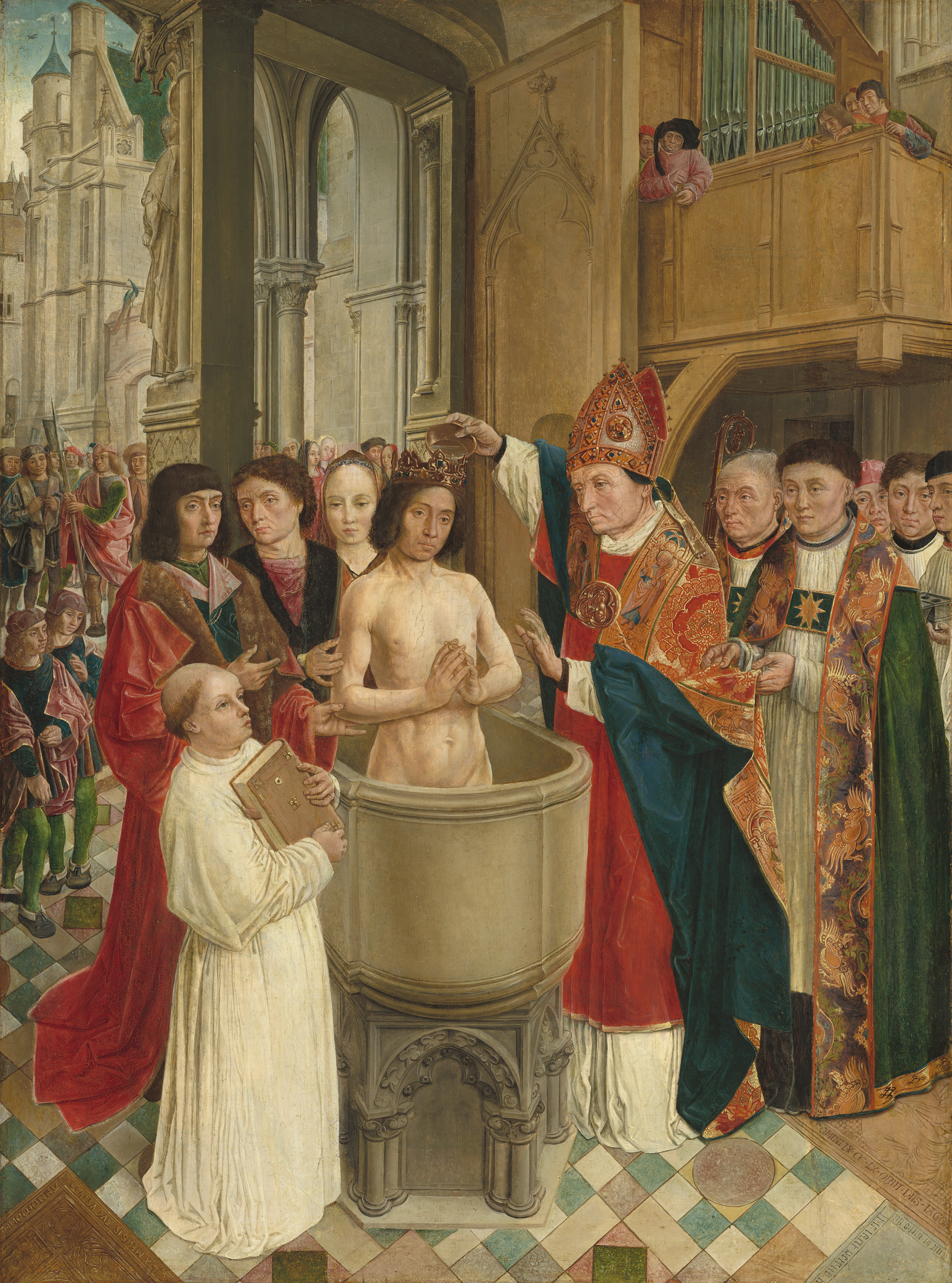
Хлодвиг I

Германские народы очерняли пассивный гомосексуальность и женщин, которые находились на одном уровне с «имбецилами» и рабами, и прославляли воинственное товарищество между мужчинами. Однако в скандинавских странах есть сообщения о трансвеститах и женоподобных жрецах, а также о норвежских богах, асирах, включая Тора и Одина, которые получали тайные знания, выпивая семя.
В период высокого средневековья отношение к гомосексуальности, существовавшее в Римской империи, в основном сохранилось. Известны явные случаи гомосексуальности, но хотя это не было принято, подобное не повлекло за собой последствий. Так обстоит дело с королем салианских франков Хлодвигом I, который в VI веке в день своего крещения признался в отношениях с мужчинами, или с Алкуином Йоркским, англосаксонским поэтом IX века, чьи стихи и письма источают гомоэротизм. Но мало-помалу христианская мораль, тесно связанная с сексуальностью, превратилась в сложную сеть канонических положений, сильно повлиявших на действующее законодательство.
Одним из первых законов, в котором сочли мужскую гомосексуальность преступлением в Европе, был Liber Iudiciorum (или Lex Visigothorum), который был обнародован в 7 веке. Закон вестготов, содержащийся в указанном кодексе (L. 3,5,6) наказывал так называемую содомию ссылкой и кастрацией. Содомия включала в себя все сексуальные преступления, считающиеся противоестественными, включая мужскую гомосексуальность, анальный секс (гетеросексуальный и гомосексуальный) и зоофилию. Лесбиянство считалось содомией только в том случае, если оно включало фаллические инструменты.
Король Хиндасвинт наложил наказание кастрацией за гомосексуальность. Это наказание было не указано ранее в вестготских законах, за исключением евреев, практиковавших обрезание. Помимо кастрации, заключенный был бы передан местному епископу для изгнания. Если он был женат, брак аннулировался, приданое возвращалось женщине, а имущество распределялось между наследниками.
В 693 году Эгика приказал епископам пересмотреть вопрос о гомосексуальности. Собравшись в том же году на XVI Соборе Толедо, прелаты, горящие рвением Господа, подтвердили, что многие люди заражены злом гомосексуальности.
[...] Поскольку эта мрачная практика и порок гомосексуального греха, кажется, заразили многих, мы, чтобы искоренить обычай этой постыдной практики [...], все по общему согласию, санкционируем, чтобы все те, кто кажется исполнителями Такое преступное действие, и все те, кто замешаны в этих промахах и, действуя против природы, люди с людьми совершают эту ошибку, если бы кто-то был епископом, священником или диаконом, он был бы осужден на вечное изгнание; в случае, если будет установлено, что другие люди любого уровня или степени причастны к таким возмутительным преступлениям, они будут [...] страдать, исправлены сотней ударов плетью и позорно выбриты, а также подвергнуты вечному изгнанию [...]
Настойчивость вестготской церкви в решении этого вопроса и факт рассмотрения его с суровыми санкциями на высшем законодательном форуме того времени, Совете, означают, что плотские отношения между людьми одного пола были очень распространены. Ввиду распространения гомоэротических практик епископы согласились подтвердить суровое наказание, назначенное Хиндасвинтом, добавив сотню ударов плетью и декальвацию (вырывание волос). К тому же ссылка должна была быть бессрочной. Совет признал, что гомосексуальность также встречается среди епископов, священников и дьяконов, но постановил гораздо более мягкие наказания за эти случаи: виновные должны быть просто секуляризированы и изгнаны. Позже Эгика распространил на духовенство кастрацию и другие наказания, наложенные советом на мирян, однако в период уже упадка и слабости властей закон обычно не выполнялся.

## Мусульманское средневековье
Цивилизация Аль-Андалуса была очень терпимой с точки зрения сексуальности, в отличие от своих христианских соседей на севере, за исключением периода, созданного Альморавидами и особенно Альмохадами. Как это ни парадоксально, Коран запрещает гомосексуальность, даже карает смертной казнью, но мусульманские общества как на Пиренейском полуострове, так и в остальном мусульманском мире не следовали этому правилу. В «Рисала фи-л-фикх», сборнике исламских законов, подготовленном Ибн Абу Зейдом аль-Кайрувани, альфаком школы Малики, говорится, что мужчина, лежащий с пожилым мужчиной и согласившийся на гомосексуальный секс, станет причиной забивания камнями обоих.
У великих правителей, таких как Абд ар-Рахман III, Аль-Хакам II, Хишам II и Аль-Мутамид, были мальчики-любовники. Дело зашло так далеко, что для того, чтобы сохранить потомство, девушке пришлось замаскироваться под мальчика, чтобы соблазнить Аль-Хакама II. Подобные обычаи были также широко распространены среди знати и высших сословий.
Чтобы получить представление об окружающей среде, Абдельвахаб Бухдиба описывает следующую ситуацию в своей «Сексуальности в исламе», имея в виду прежде всего Кордовский халифат.
На окраинах городов или в близлежащей сельской местности были очень часто посещаемые места для прогулок с тавернами и водоемами под открытым небом в зависимых поместьях византийских, римских или персидских замков или даже христианских монастырей. В соответствии с лучшими традициями виноделия, монахи продолжали раздавать щедро бутылки и симпатичных молодых женщин «веселым товарищам искренности», фитяна-сидкину, о которых говорит Абу Нувас. Эти таверны были местами, где без стыда и нравственности подавали разнообразные удовольствия. Певцы, танцоры, игроки, а также молодые люди, преданные удовольствиям, веселые педофилы и беззаботные лесбиянки, учили там искусству наслаждаться молодостью, которую ислам освободил от всех чувств стыда или вины.
Фактически, известно, что мужская проституция какое-то время оплачивалась лучше, чем женская.
Есть также тексты, осуждающие гомосексуализм, и Ахмед ибн Юсуф аль-Тайфаши в его «Нужат-аль-Альбаб» («Радость сердец») говорит, что мужчины, которые ищут других своего возраста, живут недолго, поскольку рискуют быть ограбленными или убиты. Истории, включенные в «Нужат-аль-Альбаб», могут служить доказательством того, что отношение исламского общества к гомосексуальности было положительным, отрицательным или безразличным. Автор Колин Спенсер комментирует, что вполне возможно, что все три отношения возникли одновременно.
Лесбиянство также было обычным явлением, особенно в гаремах, хотя, естественно, отношения сохранялись скрытно, поскольку этот тип отношений мог использоваться в политических интригах. Некоторые привилегированные женщины из Аль-Андалуса имели доступ к образованию, и есть две современные антологии стихов, написанные женщинами, Терезы Гаруло и Махмуд Субу, в которых любовь между женщинами рассматривается как нормальное явление.

### Испано-арабская гомоэротическая поэзия
Однако сведений о гомосексуализме достаточно мало. Большая часть информации исходит из испано-арабской гомоэротической поэзии, которая была так же популярна, как и ее ближневосточные аналоги. Эта поэзия была заново открыта на Западе в 1920-х годах, когда было опубликовано исследование Эмилио Гарсиа Гомеса.
Обычно подобные стихи и поэмы посвящали безбородым юношам из низших слоев общества, рабам или христианам, красота и грация которых восхвалялись в стихах, хотя есть и большое количество стихов, которые были посвящены взрослым мужчинам. Молодых людей часто называют «газелями» или «косулями» и часто говорят о бозо, первом пухе бороды, с помощью которого эфебы достигают кульминации своей красоты.
Среди поэтов следует выделить Ибн Хазма и его книгу «Ожерелье голубя», которая объединяет серию стихотворений и анекдотов о гетеро- и гомосексуальных любовных связях автора и его современников. Книга позволяет взглянуть на любовные обычаи андалузских дворов и аристократии. Другими важными поэтами были король Севильи Аль-Мутамид, Бен Кузман, Ибн Сара Ас-Сантарини, Бен Сахл Севильский и Марсу аль-Кугл. Например, стихотворение Ибн Хани 'Аль-Андалуси, переведенное Жозефиной Веглисон Элиас де Молинс и опубликованное в 1997 году в журнале Classical Arabic Poetry:
Женщина, не делай мне больно.
Ни Хинд, ни Зайнаб меня не соблазнят.
Вместо этого я выберу косулю
Черты которого все жаждут:
Не боится менструации,
Не страдает беременностью

И не скрывается передо мной.Ибн Хани аль-Андалуси

### Испано-еврейская гомоэротическая поэзия
В средневековом великолепии еврейской культуры, благодаря исследованиям Джефима Ширмана и Нормана Рота, было обнаружено, что гомоэротичность и гомосексуальность имели большое значение в еврейском обществе того времени. Культура иберийских евреев достигла своего пика в 11 веке в королевстве Гранада, в то время, когда гомосексуальность распространилась среди аристократии настолько широко, что можно было сказать, что это было обычным явлением. Фактически, в христианской культуре с 13 по 15 века и до 17 века иудаизм ассимилировался с сексуальными извращениями и гомосексуальностью, о чем свидетельствует сатирическая поэзия того времени.
Гомоэротическая испано-еврейская поэзия имела малоизвестное распространение из-за того, что она была написана по большей части на иврите, а большая часть не переведена. Авторы, заявлявшие о своей любви как мальчикам, так и взрослым мужчинам, были даже важными общественными лидерами или раввинами, такими как Ибн Габироль, Самуэль ха-Нагид, Моисей ибн Эзра и Иуда ха-Леви.

## Христианское средневековье

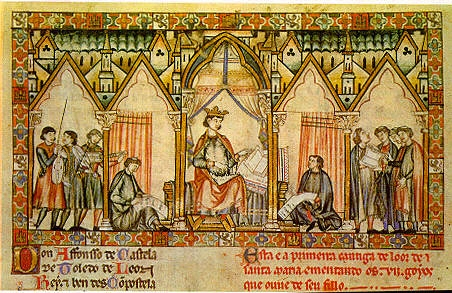
Альфонсо X Кастильский

Реконкиста вернула христианскую мораль в испанское общество, однако до прихода католических монархов существовала относительная терпимость, особенно среди самых богатых классов. Парадоксально, но в то время как мусульмане XII века критиковали любовь христианского духовенства к содомии, христианская культура считала, что южные мусульмане выглядят мягкими, слабыми и дегенеративными, примером чего является использование христианских заключенных в качестве сексуальных рабов. Самый известный пример - мученик Сан-Пелайо, казненный за сопротивление наступлению Абд ар-Рахмана III.
Тон, который до XI века был относительно либеральным, начал меняться в XII веке. Святой Раймунд де Пеньяфорт определяет термин «против природы» и говорит, что любая сексуальная практика, которая не осуществляется мужчиной и женщиной с использованием соответствующих органов, «должна быть отвергнута и, если не наказана, должна быть строго осуждена как грех». Ростовщичество, ересь, иудаизм и содомия начали путаться, и между 1250 и 1300 годами почти во всей Европе появились первые законы, обрекающие гомосексуальность на смертную казнь. Существует не так много свидетельств того, что эти законы широко применялись, но они использовались как политическое оружие.
Единственные известные свидетельства соответствуют королевству Наварра. В 1290 году в Аргедасе был сожжен мавр за «ложь с другими». В 1345 году Хусе Аболфаса и Симуэль Нахаман, два еврея из Олите, были сожжены за гомосексуальный грех. Заключенных пытали для получения признательных показаний, сопровождая к месту пожара процессией из 20 человек, а музыкант играл на индиго. В 1346 году некий Паскоаль де Рохас сгорел в Туделе за «ересь с его телом». Наконец, известен случай слуги 1373 года, который был обнаружен в содомии с другим слугой.
В XIII веке Сиете Партидас Альфонсо X Мудрого применили смертную казнь за грехи против природы. Партиды включили элементы кодекса Юстиниана, который, как видно выше, уже осуждал гомосексуальность:
Содомиты говорят о грехе, в котором они выступают друг с другом против природы и естественных обычаев. И из-за такого греха на Земле рождается много зла, это беспокоит, и это то, что [] имеет большое значение для Бога [...] Мы хотим здесь сказать помимо этого [...] и кто может обвинить его, и кому. Какого позора заслуживают фазедоры и консентидоры.

Я прочитал I. Откуда я взял это название греха, который он называет содомизмом, и от чего исходит зло. Содом и Гоморра были двумя древними городами, населенными очень плохими людьми, и злоба умов, живших в них, была настолько велика, что они использовали грех, который противоречит природе, Он возненавидел нашего Господа Бога таким образом, что грех поглотил оба города со всеми людьми, которые там жили [...] И отсюда [тот] город Содом, где Бог сотворил это чудо, он взял это имя для этого греха, который они называют содомитским [. ..] Должен держать в секрете эту ошибку, потому что рождается много зла, и осуждать, а также осуждать, что [...] тревожит его [...], ибо такие заблуждения охватывают нашего Господа Бога на земле, голод и мор , и мучения, и многие другие беды, которые я не мог сосчитатьSetena partida, Título XXI. «De los que fazen pecado de luxuria contra naturam»
Примером использования гомосексуализма в качестве политического оружия был процесс против Понсе Хьюго IV из Ампуриаса, который был объектом гнева короля Арагона Хайме II, когда он отказался выступить против тамплиеров, которые, в свою очередь, были уничтожены королем Фелипе IV из Франции, с одобрения Папы, благодаря обвинению в ереси и содомии. Суд над тамплиерами был первым судом подобного рода, проведенным в христианской Европе.
Одним из первых известных гомосексуалов в христианских королевствах был младенец Хайме де Арагон, старший сын Хайме II Арагонского. В детстве планировался его брак с Элеонорой Кастильской, сестрой короля Кастилии Альфонсо XI. Однако в 1319 году Хайме сказал отцу, что он отказывается от короны, не будет жениться и посвящает себя религиозной жизни. После многих обсуждений им удалось убедить его, и 18 октября 1319 года он женился в Гандесе на Элеоноре. Однако, как только церемония закончилась, Хайме отказался от короны в Генеральном суде Арагона, созванном в Таррагоне, в пользу своего брата Альфонсо IV Арагонского, и 23 декабря того же года он вошел в монастырь младших монахов. История не прощает ему его решения и изображает его безответственным, бесчестным распутником с подлыми и низкими мыслями:
[...] раньше казалось, что он оставил то достоинство, которое у него было, и то, которое он надеялся получить, как тяжелое и раздражающее бремя, чтобы с большей свободой он мог предаваться всем видам пороков, как это позже стало известно, с большим унижением не только его дома и крови, но даже религии, которую он исповедовалАнналы Арагонской короны, Херонимо Зурита

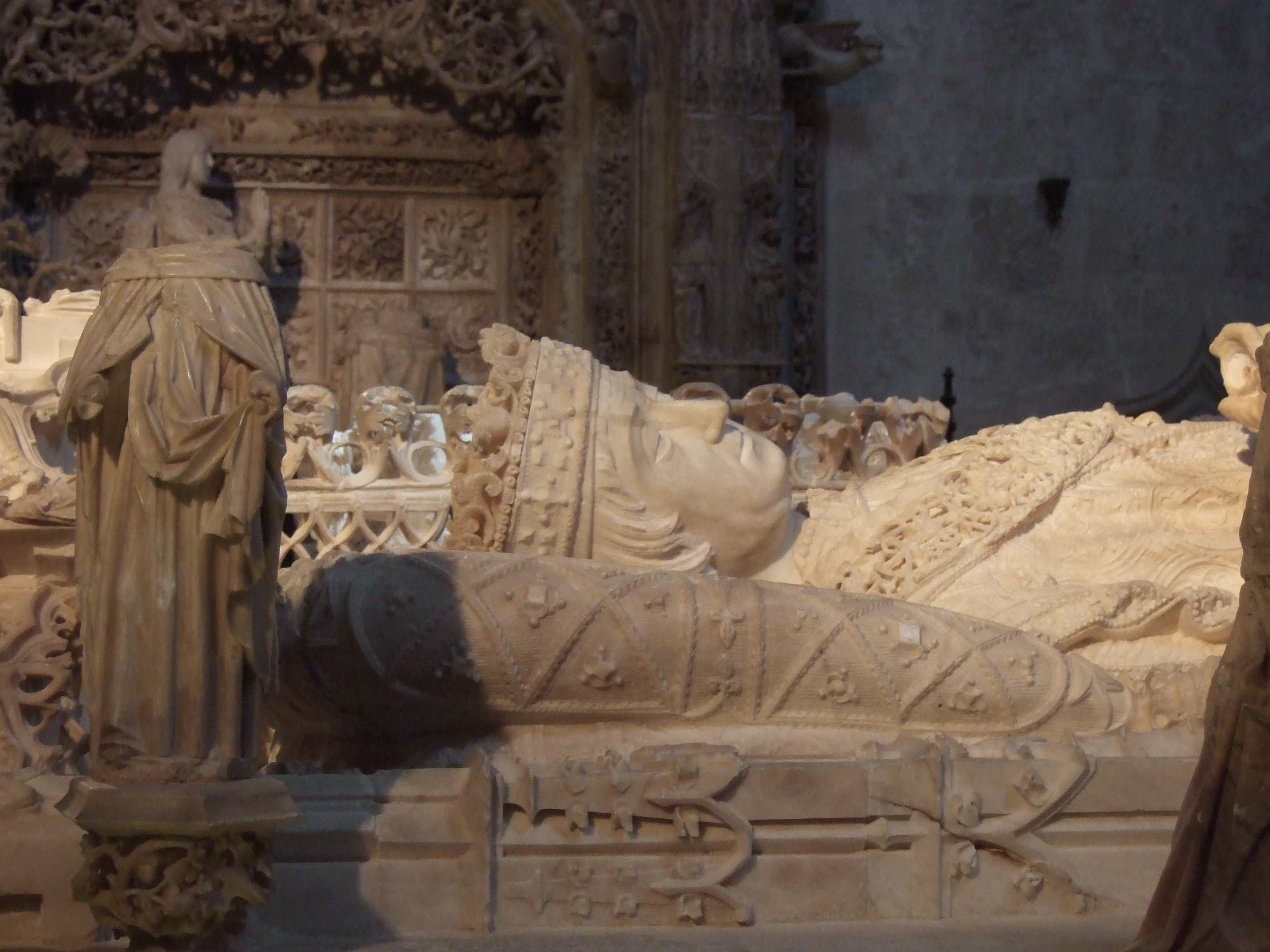
Портрет Хуана II Кастильского в его гробнице (15 век) в Картезианском монастыре Мирафлорес, Бургос.

Другим гомосексуалом королевского происхождения был Хуан II Кастильский. Похоже, что отношения с его наставником и защитником Альваро де Луна могли быть плотскими, как подозревал Мараньон. Дон Альваро, который был известен своей хорошей манерой поведения, стал настолько влиятельным при дворе, что в 1422 году был назначен констеблем Кастилии, несмотря на сопротивление дворян. Отношения с Доном Альваро постепенно охлаждались из-за давления со стороны семьи и знати, пока в 1453 году он не подписал свой смертный приговор. Гомосексуальность короля, кажется, был известна, поскольку восходящая знать называла его «путо», что являлось синонимом гомосексуала.
Сын Хуана II, Энрике IV из Кастилии, также был гомосексуалом. В то время циркулировали многочисленные слухи и критические замечания по поводу его романов с мужчинами, например, с Хуаном Пачеко или Гомесом де Касересом, и было даже несколько человек, которые бежали. двора, чтобы избежать ухаживания короля, как Мигель де Лукас или Франсиско Вальдес. Поскольку он не смог заключить брак со своей женой Бланкой де Наварра, слухи о его бессилии распространились через стихи менестрелей и бровастые песни. Это событие имело важные исторические последствия, поскольку, когда забеременела вторая жена, Хуана де Португалия, фракции дворян, противостоящие королю, отказались верить, что она дочь Энрике, и прозвали девушку «Бельтранеха» в честь Бельтрана де Пещера, которая значительно облегчила восшествие на престол Изабеллы Католической. Фактически, он был свергнут в образе «путо».
Примеры Хайме де Арагона, Хуана II и Энрике IV показывают, что в то время в Западной Европе гомосексуальность существовала относительно либерально. Именно в это время развиваются «обряды побратимства» (adelphopoiesis или ordo ad fratres faciendum), контракты между мужчинами, которые Джон Босвелл отождествляет с браками, хотя нет никаких доказательств того, что они включали сексуальные отношения между договаривающимися сторонами.
Примерный текст контракта был следующим:
Мы, Педро Дидас и Мунио Вандилес, взаимно согласовываем дом и церковь Санта-Мария-де-Ординес, которыми мы владеем вместе и в которых мы совместно работаем; Мы заботимся о посещениях, о заботе о них, о декорировании их помещений и управлении ими, о посадках и строительстве. И мы также разделяем работу в саду, кормим, одеваем и поддерживаем себя. И мы согласны с тем, что ни один из нас не будет отдавать что-либо кому-либо без согласия другого, в честь нашей дружбы, и что мы разделим домашнюю работу поровну, доверим ее поровну и поддержим наших работников в равной степени и с достоинством. И мы продолжим быть хорошими друзьями с верой и искренностью, и с другими людьми мы продолжим быть друзьями и врагами каждый день и каждую ночь, навсегда. И если Педро умрет раньше Муньо, он оставит имущество и документы Муньо. И если Мунио умрет раньше Педро, он оставит ему дом и документы.

## Современная эпоха

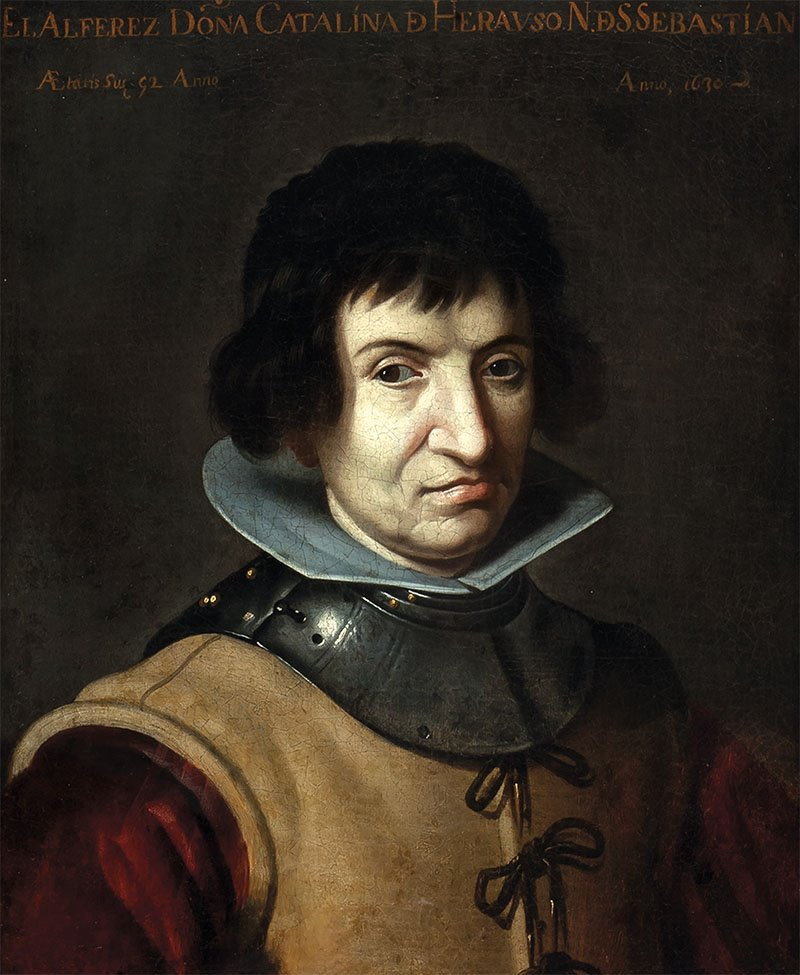
Каталина Эрасо

С четырнадцатого века первые преследования и массовые казни гомосексуалов начались в Европе, в таких городах, как Венеция, Флоренция, Регенсбург, Аугсбург и Базель, с процессами, которые включали анонимные и устные жалобы, пытки как средство получения большего числа имен, моральное и физическое наказание вплоть до смертной казни.
В Кастилии, однако, первые казни за гомосексуальности должны были проводиться только в 1495 году. Херонимо Мунцер, посетивший Пиренейский полуостров между 1494 и 1495 годами, сообщал, что видел, как обвиняемых в гомосексуальности кастрировали, а затем их яички связывали вокруг шеи.
Католические монархи изменили наказание, которое соответствовало заключенным за то, что считалось худшим из преступлений против нравственности - отсюда он был известен как «отвратительный» или «гнусный» грех («грех, который нельзя назвать») - и что до тех пор наказывалось кастрацией и побиванием камнями. Прагматик от 22 августа 1497 г. приказал применить к ним наказание, более обычное для остальных европейских государств - сожжение заживо - вместе с конфискацией всего имущества.
Таким образом, католические монархи с обнародованием Прагматики 1497 года изменили и ужесточили законы о гомосексуальности, подняв тяжесть преступления до уровня ереси и измены, допустив «смягчение требований к доказательствам» и установив систематические пытки даже для духовенства и дворянства.
Закон I. Мистер Фернандо и миссис Изабель в Медине дель Кампо 22 августа 1497 года. Наказание за чудовищное преступление; и как продолжить его расследование и наказание.
Потому что среди других грехов и преступлений, оскорбляющих Господа нашего Господа и позорящих землю, особенно выделяется преступление, совершенное против естественного порядка; Против которых должны быть вооружены законы и права для наказания гнусного преступления, не заслуживающего упоминания, разрушенного естественного порядка, наказанного Божественным судом; из-за чего благородство потеряно, а сердце сжимается [...] и возмущается, чтобы причинить человеку мора и другие мучения на земле ...] и потому что дней до этого недостаточно для размножения, и все накажут такое отвратительное преступление [...] и сколько времени нужно будет, чтобы сдержать такое проклятое пятно и ошибку [...]
Мы приказываем, чтобы любое лицо, независимо от состояния, положения, превосходства или достоинства, которое может быть, которое совершает чудовищное преступление против природы, убедилось в этом способе доказательства, которого, согласно Закону, достаточно, чтобы доказать преступление ереси или преступление laesae Majestatis , чтобы он был сожжен в пламени огня на месте, и судьей, которому принадлежит информация о таком преступлении и наказание за него [...] и без какого-либо другого заявления, все его имущество, как движимое, так и недвижимое; которые с тех пор мы конфисковали, конфисковали и подали в нашу Палату и Казначейство [...]Рейес Католикос Прематика о гнусном грехе.
Общий архив Легиона Симанкас. 1, номер 4; Название XXX. О содомии и зоофилии
Фелипе II усугубил ситуацию своим «Прагматиком» 1592 года, в котором, хотя он не усугубляет приговор, но все же облегчает требования доказательств, необходимых для расследования: с этого момента достаточно одного свидетеля.
Д. Фелипе II в Мадриде по pragm [atica] 1592 г. Привилегированное свидетельство ужасного преступления для наложения обычного наказания.
За очень справедливые дела на службе у Бога [...] и добросовестное исполнение нашего Королевского правосудия, и за желание искоренить в этих царствах отвратительный и отвратительный грех против природы, и чтобы те, кто его совершает, были наказаны [...] Не имея возможности уклониться от наказания, установленного Законом, законами и прагматикой этих царств, или оправдать его, поскольку указанное преступление недостаточно доказано из-за того, что не явился на допрос свидетелей, чтобы ответить за то, что он является такой большой неуклюжестью и мерзостью, а также из-за его характера очень трудное доказательство;
Мы приказали, чтобы наш Совет рассмотрел и назначил средства правовой защиты, которые могут быть предоставлены, чтобы те, кто его совершил, были наказаны, даже если указанное преступление было доказано не свидетелями, а другими формами, установленными и утвержденными в Законе, что могло бы быть достаточным доказательством, чтобы наложить на него обычное наказание [...]
Мы приказываем, чтобы грех был доказан тремя главными единичными свидетелями, хотя каждый из них осуждает конкретное и отличное действие, или четырьмя, хотя они являются участниками преступления или страдают от любых других изъянов, которые не являются явной враждой, или всеми тремя, хотя они страдают прыщами и [...] вызывают беспокойство участников, это считается достаточным доказательством; и им судят [...] таким же образом, как если бы это было доказано ответившими свидетелями, которые осуждают тот же фактНовейший сборник законов Испании.,
Книга XII, Заголовок XXX (закон 2)
Эти приговоры были приведены в исполнение как судом Мадрида, так и муниципальными судами, как это было в Малаге или Севилье. Например, между 1567 и 1616 годами в Севилье публично сожгли 71 человека за содомию. В целом, в короне Арагона и Андалусии они были более слабыми, чем в Кастилии, в преследовании гомосексуальности. Есть даже признаки гомосексуального гетто в Валенсии.
В 16 веке в случае с женщинами-лесбиянками некоторые моралисты (например, Антонио Гомес) указывали на то, что содомия между женщинами через использование предмета была достойной высшей меры наказания, в то время как если бы предмета не было, это можно рассматривать в качестве смягчения вины, что позволит не объявлять смертную казнь. Однако известно немного случаев содомии между женщинами без использования какого-либо предмета. Известным случаем было дело Каталины де Белунза и Марише, обвиняемых Генеральным прокурором. Сан-Себастьяна о содомии и оправданием их Высшим инквизиционным судом Мадрида после апелляции.

### Общество
В период европейского Возрождения и позднего Просвещения мужчины и женщины большую часть своей жизни проводили отдельно от представителей противоположного пола, что облегчало аффективные отношения между людьми одного пола. Хотя вы можете найти всевозможные истории и отношения, кажется, что большинство из них было между молодыми и пожилыми мужчинами. Судебные процессы показывают людей, которые боятся и не отождествляют содомию с тем, что они делают. Фактически, многие яростно защищали свои действия, заявляя, что они были очень распространены. Отношения часто происходили в общественных банях, гостиницах и гостиницах. В Мадриде 70% обвиняемых в содомии были пойманы в парках или общественных банях, причем некоторые районы Пасео-дель-Прадо были самыми людными. Из остальных большинство составляли мужчины, живущие в одном доме.
По всей Европе многие гомосексуальные отношения маскировались как дружба. Этот вид идеализированной дружбы, мастерски описанный Монтенем в эссе, сильно отличается от современного образа этого слова. Эта дружба, которая возникла особенно в высших эшелонах общества, а также при королевском и папском дворе, часто описывалась с одинаковыми характеристиками любви и была вплетена в набор политических интриг и власти. граф-герцог Оливарес приказал снять замки в спальнях Королевского дворца, чтобы инспекторы могли убедиться, что никто не совершал гомосексуальных действий среди сотен слуг и чиновников.
Лесбиянство было также известно в Европе, и отчасти, особенно среди наиболее культурных женщин и представителей высших социальных слоев, они следовали моделям дружбы мужской гомосексуальности. В более низких социальных слоях женщины обычно жили одни, в группах с другими женщинами, особенно с самыми бедными, или в дворянских домах, где слуги часто спали в разных группах, включая хозяйку дома и дамы в ожидании. Такая ситуация допускала большую близость между женщинами. Имеются также данные о связях между женщинами среди проституток и в тюрьмах.

### Инквизиция
Испанская инквизиция, следуя по стопам средневековой папской инквизиции, первоначально занималась преступлениями мужеложства, но в 1509 году Верховный совет приказал судам не действовать против гомосексуалов, за исключением случаев, когда они участвовали в делах о ереси - который находился в исключительной компетенции Священного ведомства.Ранее были протесты со стороны некоторых учреждений, таких как тот, который был представлен городом Картахена в 1504 году или Мурсией в следующем году, поскольку они считали, что мужеложство не должно рассматриваться инквизицией, но пускай рассматривается обычными судами. По словам Джозефа Переса, именно давление со стороны гражданских властей, включая кортесы Кастилии, вынудило Верховный суд исключить содомию из юрисдикции инквизиции.
Однако инквизиция короны Арагона заставила Папу Климента VII разрешить ей в 1524 году преследовать «содомитов», независимо от того, были они еретиками или нет. Таким образом, юрисдикция в отношении этого преступления различалась между Кастильской короной, где инквизиторские суды выполняли постановление Верховного суда и не рассматривали "гнусный грех", юрисдикция которого соответствовала обычным светским и церковным судам, и юрисдикции Арагона, где инквизиция была судом, отвечающим за преследование гомосексуалистов, компетенция, от которой «[инквизиторы] никогда не откажутся, несмотря на неоднократные жалобы, поданные в Cortes de Monzón в 1533 году». Более того, это был единственный инквизиционный суд во всей Европе, который имел юрисдикцию в отношении содомии, потому что ни римская инквизиция, ни португальская инквизиция не действовали по этому поводу. Однако в короне Кастилии были некоторые исключения. Папская булла, который предоставил юрисдикцию содомии инквизиции короны Арагона, за исключением Майорки и Сицилии, был подписан 24 февраля 1524 года Клементе VII.
Арагонская инквизиция применяла наказание в виде сожжения заживо в отношении гомосексуалов (как мужчин, так и женщин), хотя лица моложе 25 лет, «которые неизбежно составляли большую часть этих обвиняемых», были приговорены к галерам после порки. Вдобавок Верховный совет смягчил многие смертные приговоры, особенно для представителей духовенства, которые, по словам Генри Камена, «всегда составляли очень большую долю обвиняемых». Они проявили такое же благожелательное отношение к благородным гомосексуалам, как в случае с Педро Луисом Гарсераном де Борха.
В самых легких случаях вместо смертной казни приговаривались к гонениям, порке, ссылке, лишению свободы, штрафу и принудительным работам. Пытки применялись при допросах, хотя лица моложе 20 лет обычно исключались, и между 1566 и 1620 годами пыткам подвергся минимум 851 обвиняемый из общего числа 3661 человека. В случае с рабами, часто были приговорены к изгнанию, даже если были признаны невиновными.
Из трех судов короны Арагона самым суровым, несомненно, был Сарагосский. Между 1570 и 1630 годами он рассмотрел 543 дела (включая дела о «зоофилии», потому что инквизиция причисляла их к той же категории, что и гомосексуальность), 102 из которых закончились смертным приговором.
В судах Барселоны, Валенсии и Сарагосе 12% осужденных инквизицией были приговорены к смертной казни на костре; между 1570 и 1630 годами их было около 1000. В Валенсии с 1566 по 1775 год были судимы в общей сложности 359 человек, из которых 37 были освобождены, 50 приговорены к галерам, 60 - к ударам плетью, 67 - в ссылке, 17 - к затворничеству, 17 приговоров к штрафам, 10 к принудительным работам, а в 62 случаях процесс был приостановлен или обвиняемые были оправданы.
Арагонские суды были очень строги в отношении содомитов, в том числе мужчин и женщин. Преступление содомии включало анальный секс, как гомосексуальный, так и гетеросексуальный, зоофилию и проникновение в женщину объектами. Многие преступления были совершены против подростков, и большинство обвиняемых были иностранцами, итальянцами или французами или священниками из других частей страны. В Короны Арагона судебные процессы должны были соответствовать местному законодательству, поэтому имена участников были публичными, а имена тех, кто был объявлен невиновным, - скрыты.
Самым известным случаем было дело Педро Луиса Гарсерана де Борха Маркеса де Наварреса, сына герцога Гандии, брата Сан-Франциско де Борха и Великого магистра Ордена Монтеса, который был арестован, предан суду и признан судом виновным в 1572 году. Из Валенсии. Кажется, что Педро Луис Гарсеран де Борха давно был влюблен в некоего Мартина де Кастро, хулигана, занимавшегося проституцией и сутенерством, как мужчин, так и женщин, и что он был пойман в постели с графом Рибагорса, Хуаном де Арагоном. Мартин де Кастро перед казнью в 1574 году при дворе предал Педро Луиса Гарсерана де Борха, сообщив мрачные подробности и продемонстрировав отсутствие угрызений совести. Гарсеран де Борха, который был вице-королем и генерал-капитаном королевств Тремесен, Тунис, Оран и Мазалквивир, был скомпрометирован внутренним кризисом, пережитым Орденом Монтеса, разделенным на фракции, и враждой, порожденной продвижением фаворитов. Фелипе II, с которым инквизиция проконсультировалась по поводу удобства суда, решил использовать этот процесс, чтобы преподать урок левантийской знати, нейтрализовав союз Борха с португальской королевской семьей. Гарсеран де Борха был приговорен к 10 годам тюремного заключения в монастыре Монтеса и штрафу в размере 6 000 дукатов из расчета 1 000 дукатов в год. Однако уже в 1583 году Гарсеран де Борха, после внутренних споров по поводу преемственности Великого Магистра в Ордене Монтеса, знал, как снискать расположение короля, и договорился с Фелипе II о включении в корону последнего Ордена, остававшегося независимым. . В качестве приза он получил Высшую награду Калатравы и в 1591 году вице-королевство Каталонии, умер в 1592 году. По словам Генри Камена, после процесса, который длился три года, суд Валенсии только приговорил его к уплате большого штрафа, и он мог вернуться позже к занимаемой должности.
Еще один важный случай, который будет иметь даже историческое значение, - это дело Антонио Переса, королевского секретаря Филиппа II. Антонио Перес, который в Мадриде стал известен как «Эль Пимполло», получил признание Филиппа II благодаря влиянию принца Эболи, его возлюбленному. После падения с королем Перес укрылся в Арагоне, где инквизиция судила его, среди прочего, за содомию. Обвинение было подтверждено в 1591 году мадридской инквизицией, которая допросила и замучила до смерти пажа Антония Аньона. Другими известными делами того времени были дела дона Антонио Манрике, принца Асколи, дела дона Фернандо де Вера-и-Варгаса, магистрата Мерсии, дона Луиса де Рода, Висенте де Миранда и Диего Лопеса де Суньига, ректора Университет Саламанки, сохранив последних трех.

## Гомосексуальность в искусстве и литературе
С другой стороны, Ренессанс - это также время, когда заново открывается греческое и римское наследие. Гомоэротизм и истории с гомосексуальным содержанием, такие как истории Ганимеда и Зевса или Аполлона и Гиацинта, прибыли из Италии через гетеро или гомосексуальных художников, таких как Леонардо, Микеланджело, Бенвенуто Челлини, Караваджо или Джованни Антонио Бацци по прозвищу Il Sodoma. Итальянско-содомитская ассоциация была константой Золотого века и продолжалась до 20 века, когда Мараньон обвинил Антонио Переса в гомосексуальности, когда тот проезжал через Италию.

Особенно подозрительным был мир театра. В пьесах часто приводились аргументы, нарушающие мораль, когда мужчины и женщины одевались в свою одежду и действовали в манере противоположного пола, как в случае с пьесой Тирсо де Молины Эль "Постыдный во дворце", где персонаж Серафина просит любви и мужчин, и женщин. Прежде всего, работы, в которых женщины одевались как мужчины, были частыми, чтобы получить доступ к своим привилегиям. На протяжении шестнадцатого и семнадцатого веков действовали различные законы, которые пытались обуздать такие эксцессы и требовали, например, чтобы купцы полностью сообщали о семейном положении актеров, чтобы жены женатых актеров присутствовали на спектаклях, что роли женщин были представлены мальчиками или, наоборот, женщинами, что мужчины не одевались как женщины и т. д. 

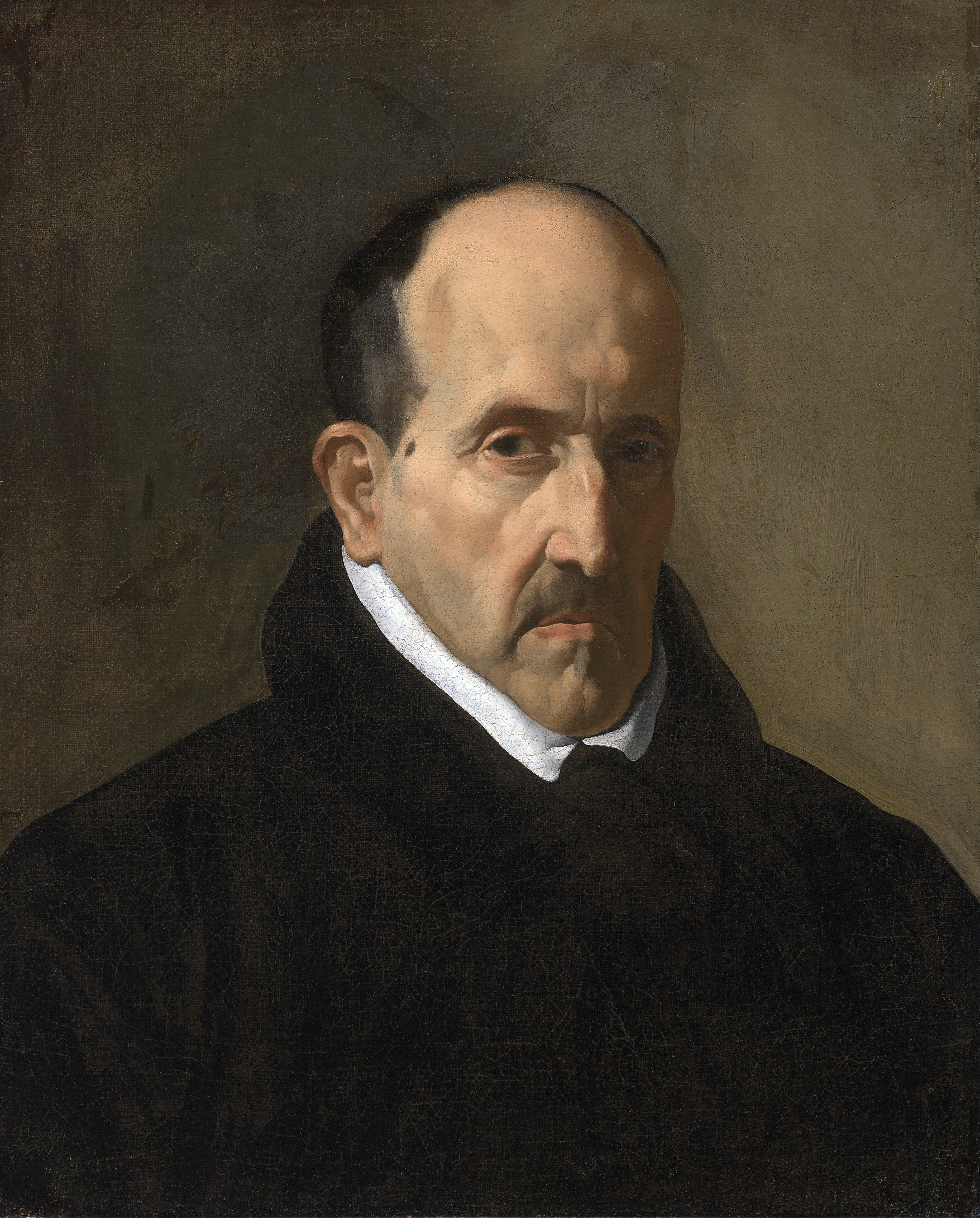
О Гонгоре в Мадриде ходили многочисленные слухи.

Социальное давление и юридические последствия заставили многих содомлян скрывать свою ориентацию, и сегодня остались только намеки на то, что это могло быть. В качестве примера:
- Сексуальность Сервантеса обсуждалась Даниэлем Айзенбергом. Айзенберг, используя неподтвержденные данные, найденные в работах Сервантеса, пришел к выводу, что Сервантес не был гомосексуалом, но что «он также не был гетеросексуалом в том смысле, в котором мы используем эти термины сегодня. Если вы хотели заклеймить его бисексуалом [...], я не смог бы это оспорить. Но это приводит к тому, что Сервантеса помещают в анахроничный ящик, который ему не подходит и в котором он чувствовал бы себя комфортно. [...] Он совершенно не производит на меня впечатление сексуального энтузиаста»[17].
- Луис де Гонгора был заклеймен хулиганами как bujarrón (рус. "гомосексуал"). В его стихах много описаний красоты молодых юношей[19].
- Брукетас де Кастро в своей книге Reyes que amaron como queens заходит так далеко, что предполагает, Вильямедьана мог быть связан с тем, что он слишком много знал о якобы содомитских прихотях Фелипе IV. Таинственное убийство Вильямедьаны спровоцировало преследование за гомосексуальность в ближайших кругах. Первое было связано с убийством сына графа Бенавенте, в котором обвинялся Диего Энрикес, родственник, который признался в том, что сделал это из ревности к другому человеку, на которого оба претендовали. Другими были Луис де Кордова, первенец графа Кабры, убитого мерзкой палкой, и Диего Гайтан де Варгас, прокурор кортесов Саламанки[21].
- Хуана Инес де ла Крус также была лесбиянкой, что основывается на ее крепких дружеских отношениях с разными женщинами, красоту которых она восхваляет в своих стихах: «Итак, мои возлюбленные Филис, ваше божество благоговение, / что я боготворю ваше презрение / и почитаю вашу строгость: [...] Быть женщиной и отсутствовать в ее отсутствие / не является препятствием для любви к вам; / Ну ты знаешь, что души / дистанция игнорируют и секс»[19]
- Также высказывались предположения об отношениях между писательницей Марией де Заяс-и-Сотомайор и драматургом и эссеисткой Аной де Каро. Обе жили вместе в Мадриде, зарабатывая себе на жизнь стихами, независимо от мужчин. Дневники, письма, комментарии современников, таких как Алонсо де Кастильо Солорсано, и современных ученых, таких как Марото Камино, приводят к мысли, что они были парой, выражающей свою любовь как духовно, так и физически[11].
- Среди актеров можно выделить Косме Переса, более известного как Хуан Рана. Из комментария современника известно, что он был арестован за тяжкий грех, хотя был освобожден. В качестве забавной закуски он стал настолько известен, что для него были написаны произведения: «Доктор Хуан Рана» Луиса Киньонеса де Бенавенте, поэт Хуана Рана Антонио де Солиса, Хуан Рана, жена Херонимо де Кансера, или «Триумф Хуана Раны» Педро. Кальдерон де ла Барка, всего было 44 работы. Из произведений, написанных для него, можно сделать вывод, что актер должен был обладать манерами и играть двусмысленно, что и сделало его таким успешным.

## Начало современной эпохи
Обычай судить и осуждать гомосексуалов продолжался до середины семнадцатого века, после чего публичные казни больше не проводились. Этот факт объясняется изменением чувствительности испанского и европейского общества и желанием избежать огласки полового акта: обвиняемых предпочитали отправлять на галеры или в ссылку, избегая публичных аутодафе. С 18 века будут рассматриваться только некоторые важные дела.
С 30-х годов семнадцатого века политика наказания инквизиции также менялась, количество смягченных и приговоренных к галерам, пыткам и порке уменьшалось, а ссылки, штрафы, принудительные работы и дисквалификации увеличивались: она перешла от политики сокращения через террор к политике полного исключения. Изгнание, составившее 28,8% известных приговоров, могло быть временным или постоянным и использоваться для обозначения территории, находящейся под юрисдикцией Суда, хотя в случае с иностранцами они также были высланы из Испании.

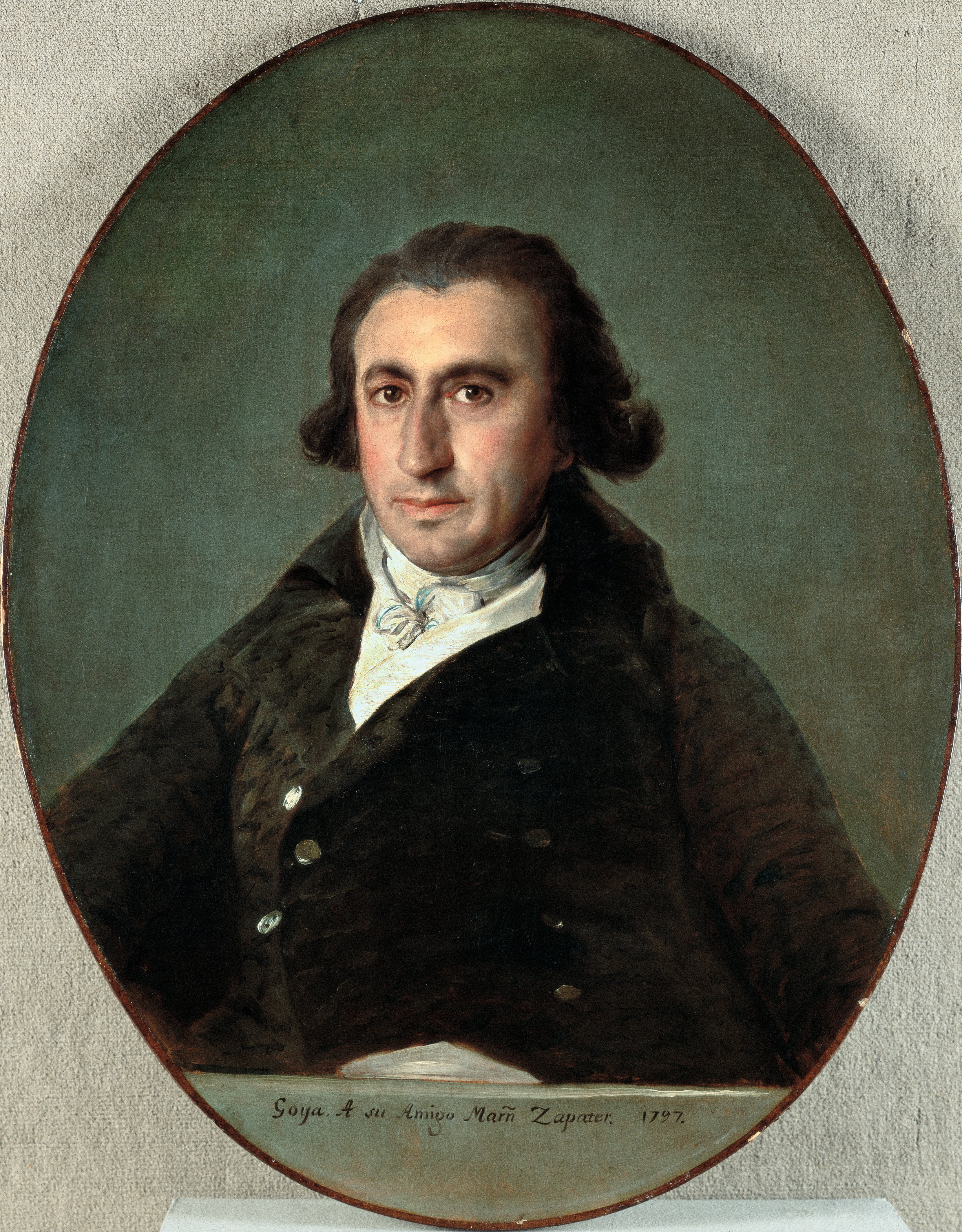
Портрет Гойи его другу Мартину Сапатеру (1797)

Фернандо Брукетас де Кастро объясняет часть истории Испании, в частности подъем Годоя и французское вторжение, гомосексуализмом Карлоса IV. В то время это было голосом народа, что Годой был любовником королевы Марии Луизы де Парма, но Брукетас идет дальше, считая, что Годой также имел любовные связи с Карлосом IV. Это был бы единственный способ объяснить действия и реакцию Карлоса IV: «[...] он был веселым или глупым, он мог даже быть обоими одновременно [...]». Однако некоторые другие историки, такие как Хуан Балансо или Эмилио Кальдерон, принижают важность сентиментальных отношений между Годой и Марией Луизой.
В 2004 году в газетах появилась информация о том, что у художника Франсиско де Гойя были гомосексуальные или гомоэротические отношения. В своих письмах к своему близкому другу и бухгалтеру Мартину Сапатеру историк искусства Наташа Сесенья хотела увидеть гомоэротические отношения. Доказательствами будут некоторые письма, которые оставались неопубликованными до 2004 года:
Мой Мартин, твоими письмами я увиливаю ... Я бы схватился за себя, чтобы пойти с тобой, потому что ты мне так нравишься, и мой гений настолько велик, что невозможно найти другого, и он считает, что моя жизнь будет такой, в которой мы могли бы быть вместе, охотиться и на шоколад потратить свои двадцать три реала, которые у меня есть, со здоровым миром и в вашей компании, это будет казаться величайшим счастьем в мире (но какими маленькими мы стали бы), и на самом деле в этом мире больше нечего желать, если вы напишете мне вот так ты хлопаешь и заставляешь меня тратить несколько минут на то, что я говорю сам с собой и с тобой часами
«Тот, кто любит тебя больше, чем ты думаешь» или «твой навсегда, Пако Гойя» - вот некоторые из выражений, которые можно найти.

## XIX и начало XX века

### Законодательство
В начале 19 века из Франции распространились либеральные идеи, а затем распространился краузизм, зародившийся в Германии. Так, в 1822 г. был опубликован первый уголовный кодекс, в котором мужеложство не упоминалось как преступление, во время Либерального трехлетия; но вскоре кодекс был отменен. До этого «содомия» всегда относилась к древнему понятию, которое включало все половые акты, не направленные на продолжение рода. Только в 1848 году, с введением нового уголовного кодекса, мужеложство окончательно исчезло, и этот факт сохранялся в новых версиях 1850, 1860 и 1870 годов. Однако можно было использовать и другие законы, такие как законы о «публичном скандале» или законы о «проступках против морали, скромности и хороших манер».
Гомосексуальность как преступление была вновь введена в Уголовный кодекс 1928 года, во время правления Альфонсо XIII, статьей 616 раздела X:
Любой, кто по привычке или со скандалом совершает действия, противоречащие скромности с лицами того же пола, будет наказан штрафом от 1000 до 10 000 песет и особым запретом на занятие государственной должности на срок от шести до двенадцати лет.
От 1000 до 10 000 песет — это огромный штраф, который могут себе позволить только богатые; вместо этого самые бедные должны были отбыть тюремный срок. Женщины также прямо упоминались в статье 613:
В преступлениях, связанных с нечестным обращением без огласки или скандала среди женщин, достаточно будет жалобы любого из них, а если они совершаются публично или вызывают скандал, то жалобы любого лица. В задачах между мужчинами это будет продолжаться по служебному положению.
Этот уголовный кодекс был отменен 13 апреля 1931 года Второй республикой, которая вновь ввела в действие предыдущий кодекс 1870 года. В 1932 году был опубликован новый уголовный кодекс, в котором все еще не упоминалось о гомосексуальности, который легализовал сексуальные отношения между мужчинами, за исключением армии.
В 1901 году в Испании была совершена первая попытка замужества однополой пары, о которой имеется запись в реестре. 8 июня 1901 года Марсела Грасиа Ибеас и Элиза Санчес Лорига, две женщины, поженились в Ла-Корунье, когда одна из них выдала себя за мужчину. В конце концов они были разоблачены и им пришлось бежать из Испании из-за невозможности найти работу, судебной системы, которая стремилась осудить их, а также насмешки и гомофобию их современников. Однако брак так и не был расторгнут, возможно, потому, что современники не считали его действительным.
В Испании, в отличие от Германии, в начале 20 века не существовало гомосексуального движения, которое выступало бы против преследований или стремилось к самоуважению. Испанская лига сексуальных реформ, созданная в конце 1932 года, была наиболее социально консервативной среди европейцев и одной из немногих, не включивших гомосексуальность в свою программу. Гомосексуальность оставалась табу до Гражданской войны. Однако были отдельные голоса, такие как голос Хосе Марии Льянаса Агиланиедо, который в 1904 году даже заявил в пользу брака для гомосексуалов:
Гомосексуал среди лиц противоположного пола так недоволен, как если бы он был изолирован в пустыне; а неудовлетворенный человек в конечном итоге бесполезен; ничего не может и не делает; Либо он сходит с ума, либо становится опасным маньяком. С другой стороны, в паре с другим гомосексуалом он умиротворен и может быть полезен другим. Молекула, истинный социальный элемент, остается в этом случае такой же закрытой, как и в обычном браке, поскольку в паре есть любовь, есть помощь и поддержка, убежище для борьбы и полное удовлетворение инстинкта, единственное, чего желают.
Если бы этот вопрос еще не был задан, нет сомнений, что однажды, каким бы печальным и неприятным он ни казался сегодня, его придется представить для разрешения.
Почему бы не позаботиться об этом сейчас?Хосе Мария Лланас Агиланиедо: «Браки между женщинами». Мадрид, 1904

### Общество

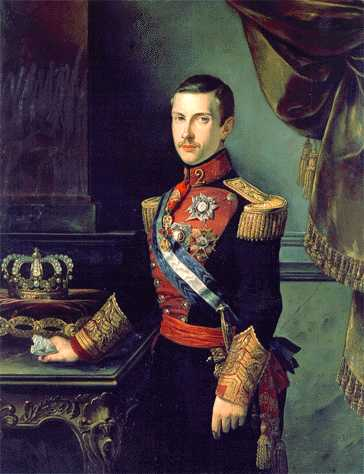
Портрет Франсиско де Асиса де Бурбон, написанный Федерико Мадрасо

Среди политиков и правителей XIX века мы должны говорить в основном о доне Франсиско де Асис Бурбон, короле-супруге Изабеллы II, и Эмилио Кастеларе. В Мадриде ходило много анекдотов и различных стихов о его сексуальной ориентации.
Оказывается, в этом смысле в порнографических альбоме Los borbones гомосексуальность Кастелара не так хорошо известна, несмотря на то, что газеты того времени называли его «Донья Инес дель Тенорио». Брукетас де Кастро рассказывает о нежной истории любви между Кастеларом и Хосе Ласаро Гальдиано, которая в конце концов рассталась из-за разницы в возрасте и интересах.
К концу 19 века в Мадриде и Барселоне проводились относительно публичные танцы, такие как бал, который проводился в 1879 году в Ла-Аламеда, на улице Аламеда в Мадриде, в последний день карнавала, на котором присутствовало «более сотни содомитов в элегантных костюмах и украшенных богатыми драгоценностями». Все это исчезло в начале 20 века; возможно, законы о публичных скандалах заставили гомосексуалов собираться в частных клубах и частных домах. Новости об этой субкультуре пришли через криминалистов и врачей, поэтому они прониклись мышлением интеллигенции того времени, враждебно настроенной по отношению к гомосексуаоам. Были проведены гомосексуальные «крещения», которые Теодоро Яньес описал в 1884 году следующим образом:
«В определенные дни в клуб принимались новые члены ... и после [sic] доказательства того, что они не встречали мужчин [sic] На них были надеты белая туника и корона из флердоранжа, они ходили по помещению, после чего один из них делал первое знакомство [sic]
Другими подобными церемониями были «свадьбы» и «родильные комнаты»:
Церемония беременности была сложна и изменчива в каждом конкретном случае. Юбиляра встречали на площадках, некоторые из которых стали знаменитыми. Юбиляр появляется в женском костюме, с изогнутым животом, мучительно ходит. Мнимый доктор и друзья, родители и родственники встревожены, заставляют юбиляра лечь на кровать, оказывают ему всяческую помощь, освежают его мокрый лоб, наконец, после продолжительного симулирования на фоне большого опасения, появляется кукла, которая немедленно представляется неофициальному Сенату. Самая живая радость написана на лицах близких друзей; Вино течет рекой и чувствуется атмосфера безмятежной радости

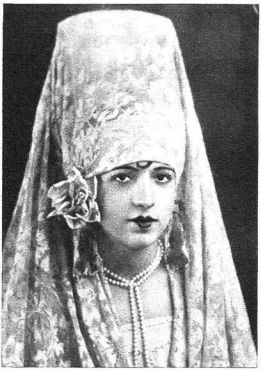
Актер, изображающий куплетистов «La Asturiana» в 1933 году. «La Asturiana» часто выступала в концертном зале «La Criolla», в китайском квартале Барселоны и в Paralelo.

Кабаре и журналы также были важными центрами «аморальности», особенно во времена сикалипсиса. Некоторые «поющие кафе» стали площадкой для звезд трансформизма, как это было в случае с Эдмоном де Брисом в Фуэнкарраль-холле, который представил в 1923 году премьеру песни Tardes del Ritz de Retana. Некоторые песни даже касались гомосексуальности, хотя всегда в форме насмешек и подколок, таких как «Дамский парикмахер» или «Ай Маноло!» в исполнении Мерседес Серос.
Цыпленок тех, кто носит
Гривы до ног
Так он разговаривал с парикмахером
С небольшой робостью:
«Я хочу, чтобы ты сделал мне прическу
Со средней частью с двух сторон,
Пусть будет так
О Клео де Мероде »[...]
В городе нет колотушки
Что я так нежно расчесываю [...]
«Я никого не оставлю
Могу ли я ходить в своей голове больше, чем ты »
И с большой любовью он сказал ей так

Полный румян: «О да!»Женский парикмахер, Дж. Дж. Каденас
Из других заведений были Café de Levante и Café del Vapor в Мадриде или в китайском квартале Барселоны. Фактически, как и в других странах, существовала определенная идентификация аристократии с гомосексуальностью, примером чего может служить «Маркиз де Брадомин» в «Estío» Валье-Инклан или сам Антонио де Ойос-и-Винент.
Одним из центров гомосексуальной жизни в Испании в 1920-х и 1930-х годах было Студенческое общежитие, которое берет свое начало от Бесплатного учебного заведения Франсиско Хинера де лос Риоса и краузизма. Некоторые из жителей были известными гомосексуалами, как, например, Федерико Гарсиа Лорка. Лорка принадлежал к ядру гомосексуалов поколения, к которому относились Луис Сернуда, Хуан Хиль-Альберт, Эмилио Прадос, Висенте Алейксандре и Рафаэль де Леон. К этой группе поэтов следует добавить художника Грегорио Прието, в то время как некоторые историки также включают Сальвадора Дали.
В Мадриде также был Сапфический кружок как место встреч и собраний. Здесь могли встретиться такие женщины, как Кармен Конде, Викторина Дуран, журналист Ирен Поло или Люсия Санчес Саорнил. Единственным, кто осмелился опубликовать гомоэротические стихи, был Санчес Саорнил. В Барселоне нельзя не упомянуть Ану Марию Саги и Тортолу Валенсию.
Некоторые книги на гомосексуальную тематику даже были опубликованы, в основном иностранцами. В 1930 году, после продвижения Revista de Occidente, переводчик Эмилио Гарсиа Гомес опубликовал «Poemas arabigoandaluces», основанные на андалузской гомоэротической традиции, которые включали ссылки на анальный половой акт. «Там, где обитает забвение» (1934), «Эль маринеро джовен» (1936) и «Los placeres prohibidos» (1936) Луиса Сернуды содержат гомоэротические стихи и имели некоторый успех в то время. Гарсиа Лорка никогда не публиковал сонеты темной любви, которые остались. Произведения были скрыты во владении семьи и не публиковался до 1983 года.
Гомосексуальность, несмотря на то, что не была криминализирована, преследовался и маргинализировался испанским обществом и особенно более консервативными слоями католической церкви. Эта репрессивная среда привела к тому, что некоторые выбрали изгнание в Париж. Гомофобия также использовалась левыми для нападок на аристократию и католическую церковь, о чем свидетельствует ее использование в работах «A.M.D.G.» Перес де Айала, Эллас и «Они или они» Кармен де Бургос или «Las locas de postin» Альваро Ретана. Однако наибольший вклад в маргинализацию и отторжение гомосексуалов внесли врачи. Криминология 19 века превратила гомосексуалов в монстров, и это мнение смягчилось в течение 20 века благодаря большей заметности и отказу от морального бремени. С начала века в Испании преобладает эндокринологический взгляд на это явление, разделяя гомосексуалов на хороших (целомудренных) и плохих. Типичная точка зрения 1920-х годов заключалась в том, что «в основном гомосексуальность наблюдается только у людей, которые психопатически или биологически ненормальны». Величайшим представителем этого типа мышления был Грегорио Мараньон, наиболее близкий к сексологии в Испании. Более объективно, чем большинство других, он выступал против криминализации, надеялся, что в один прекрасный день будет найдено лекарство от гомосексуальности, и в то время он был терпимой фигурой. (В известном эксперименте, который комментирует Мараньон, повышение уровня тестостерона — путем инъекции экстракта яичек животных — у субъекта не вылечило гомосексуальность, а скорее сделало человека более возбужденным в том же гомосексуальном смысле.) Но он выступал за сокрытие и, как таковое, может считаться предшественником современной либеральной гомофобии.
Мы также не должны забывать о насилии, которому подвергаются гомосексуалы, особенно из низших классов. Например, Луис Бунюэль описывает случай, когда группа мужчин из Сан-Себастьяна посетила Мадрид, на которых напали за то, что они не носили головных уборов и были ошибочно приняты за «педиков». Бернальдо де Кирос и Льянас де Агиланиедо рассказывают историю о лысой женщине, которую собирались забить камнями до смерти, будучи ошибочно принятой за «педофила». Случаи шантажа, лиц, выдававших себя за полицейских и удивляющих гомосексуалов в общественных местах, или просто просящих денег в обмен на молчание, также не были редкостью.

## Гражданская война в Испании и диктатура Франко

### Гражданская война
18 июля 1936 года в Испании произошло военное восстание против Второй республики, последовавшее за победой Народного фронта на выборах в феврале 1936 года, частичный провал которых привел к гражданской войне. Хотя нет никаких доказательств того, что имело место открытое преследование граждан по отношению к гомосексуалам за простой факт их гомосексуальности, похоже, что гомосексуальность могла быть фактором в пользу их заключения в тюрьму и/или казни. Примером может служить Федерико Гарсиа Лорка, признанный гомосексуал, который поддержал Народный фронт в манифесте и который был казнен будучи «коммунистом и гомосексуалом», как это оправдывал Руис Алонсо, католический печатник и лидер банды, арестовавшей Лорку.

### Франкизм

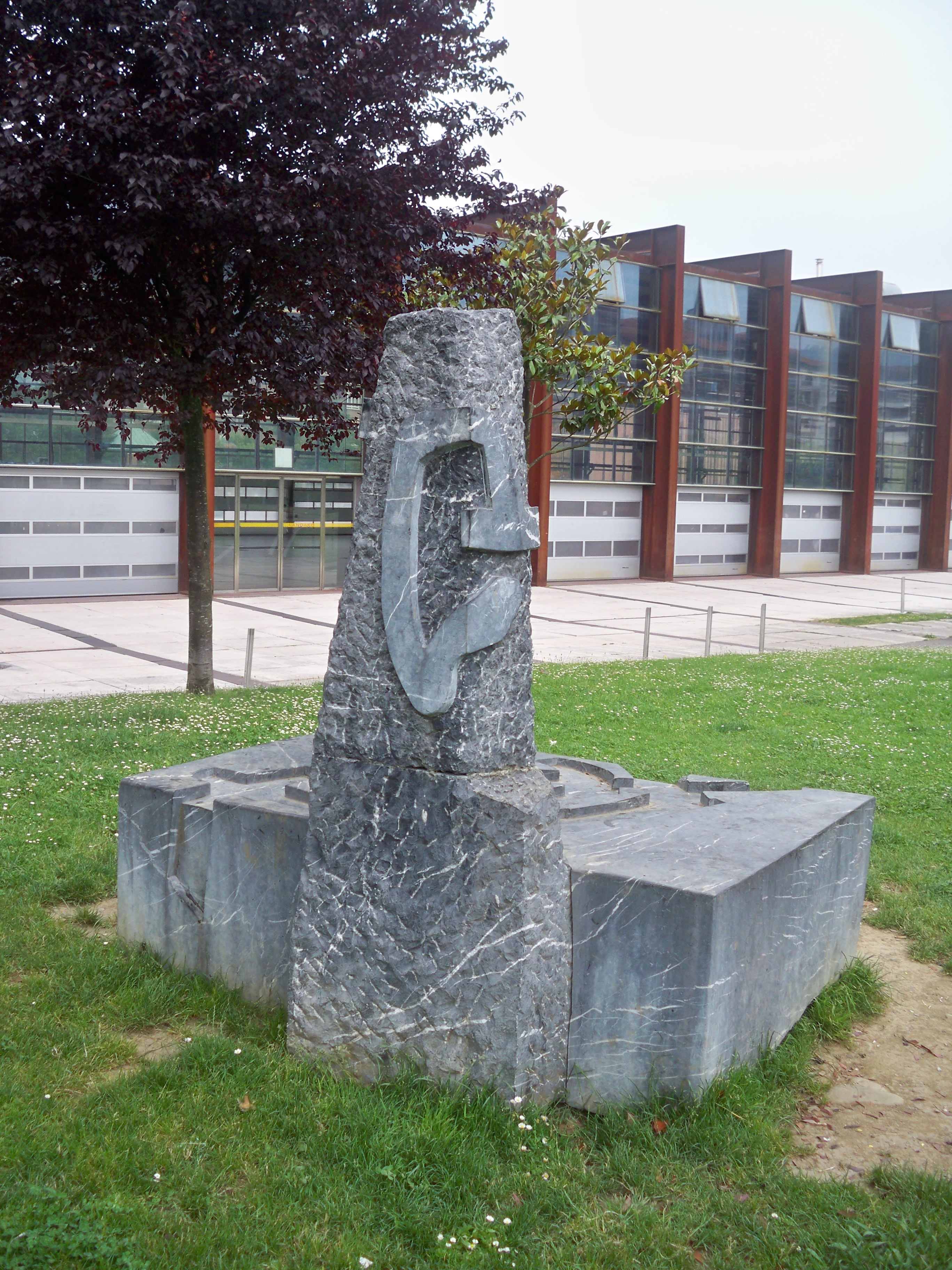
Памятник гомосексуалам, репрессированным во время режима Франко в Дуранго.

В начале режима генерала Франсиско Франко он сосредоточился на преследовании и устранении любого типа политического диссидентства, но когда прошло время и эти угрозы режиму Франко были снижены, гомосексуальность начала преследоваться активнее. Гомосексуалов начали называть «фиалками». Активное преследование геев расцвело с с 15 июля 1954 года, когда Закон о бродягах и мародерах был изменен и включил гомосексуалов. Текст закона включал следующие моменты:
К гомосексуалам, хулиганам и сутенерам, профессиональным попрошайкам и тем, кто живет за счет попрошайничества других, эксплуатирует несовершеннолетних, психически больных или инвалидов, будут применяться следующие меры наказания:
а) Принудительное переселение на рабочем месте или в сельскохозяйственной колонии. Гомосексуалы, в отношении которых применяется эта мера безопасности, должны содержаться в специальных учреждениях и в любом случае при абсолютном отделении от других.
б) Запрет на проживание в определенном месте или на определенной территории и обязанность указывать свой адрес.

в) Подчинение делегатам
Рабочие предприятия и сельскохозяйственные колонии были настоящими концентрационными лагерями, такими как тот, что находится в Тефии на острове Фуэртевентура, где заключенным приходилось работать в бесчеловечных условиях до тех пор, пока они не истощались и не подвергались избиениям, телесным наказаниям и голоду. Примерно 5000 человек были арестованы за гомосексуальное поведение во времена франкизма. Церковь и медицина сотрудничали с режимом в устранении любого пространства достоинства для гомосексуалистов.

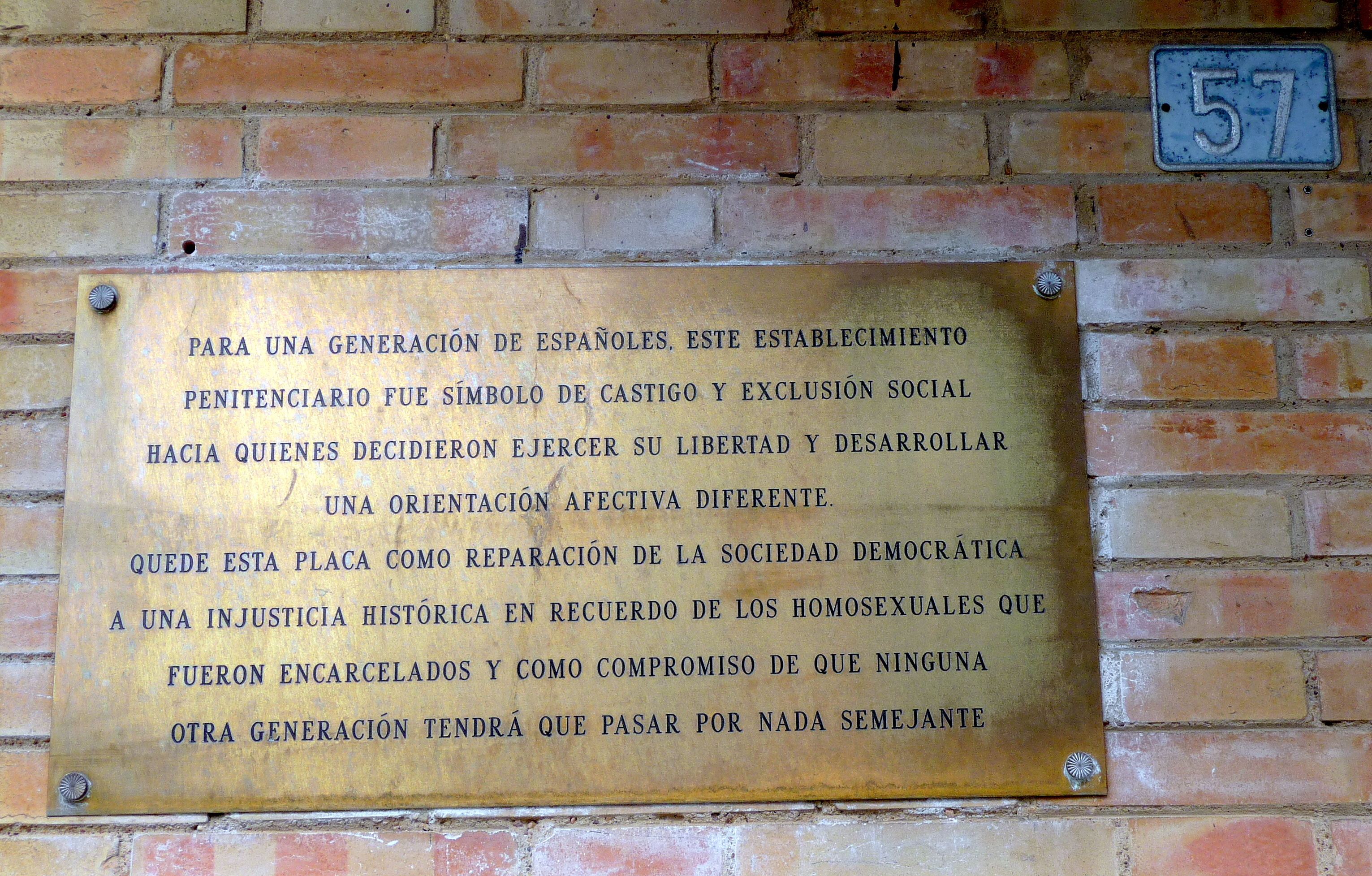
Знак памяти о гомосексуалах, заключенных во время режима Франко в бывшей провинциальной тюрьме Гуэва.

Однако в 1960-х годах гей-культура стала проявляться скрытым образом, особенно в крупных городах и в большинстве туристических центров, поскольку именно там общество было менее консервативным, например, в Барселоне, Ибице, Ситжесе или Торремолиносе ( популярное гей-направление, расположенное на побережье Коста-дель-Соль).
Позже, уже в 1970 году, Закон об опасности и социальной реабилитации дал подход к «лечению» и «лечению» гомосексуальнрсти. Были открыты две тюрьмы, одна в Бадахосе (куда отправлялись активы), а другая в Уэльве (куда отправлялись пассивы), а в некоторых тюрьмах раньше были помещения, предназначенные для заключенных-гомосексуалов. В этих учреждениях пытались изменить сексуальную ориентацию заключенных с помощью терапии отвращения: после гомосексуальных стимулов применяли электрошок, который прекращался, когда появлялись гетеросексуальные стимулы. Похоже, что в Испании, как и в других странах Европы и Америки, применялась лоботомия в попытке «вылечить» гомосексуалов. Ни помилование от 25 ноября 1975 г., ни амнистия от 31 июля 1976 г. не пошли на пользу задержанным гомосексуалам.
В 1970 году Мир Беллгай и Роджер де Гаймон, псевдонимы, под которыми скрывались Франческ Францино и Арман де Флувиа, подпольно создали в Барселоне Испанское гомосексуальное освободительное движение (MELH), первую современную ассоциацию для защиты прав человека. гомосексуалы в Испании. В 1972 году они опубликовали несколько ежемесячных бюллетеней под названием Aghois (Гомосексуальная ассоциация за сексуальное равенство), которые были отправлены во Францию для распространения в Испании. Группа распалась в 1974 году из-за преследований со стороны полиции.

## Демократия

### Переходный период и правительство Адольфо Суареса
После смерти диктатора король Хуан Карлос I стал главой государства и после непродолжительного правления Ариаса Наварро назначил Адольфо Суареса президентом правительства Испании. Позднее Суарес был ратифицирован после того, как был избран на первых демократических выборах со времен Второй республики (то есть, на первых выборах с 1936 года).
В 1975 году, вскоре после смерти Франко, в начале переходного периода, на пепелище MELH (Испанское движение за освобождение гомосексуалов) был создан Фронт освобождения Каталонии (FAGC), легализованый 15 июля 1980 года. FAGC послужил основой для создания других подобных ассоциаций в остальной части Испании, таких как Euskal Herriko Gay Askapen Mugimendua (EHGAM) в Стране Басков и Гомосексуальный фронт революционных действий (FHAR), MDH и Mercurio в Мадриде, которые сформируют базирующийся в Мадриде Фронт освобождения гомосексуалов Кастилии.
В 1977 году FAGC был движущей силой создания Федеративного фронта федерации каталонцев Gai dels Països Catalans с очень большим успехом и Координатор Фронтов освобождения гомосексуалов испанского государства (COFLHEE), в котором участвовали три группы из Мадрида, EHGAM, помимо самого FAGC, наряду с другими группами, которые были сформированы в остальной части страны: FAGI, AM, MH Ar agón и FLH Galicia. Также в 1977 году, 28 июня, FAGC организовал первый марш ЛГБТ в Барселоне, когда гомосексуальность все еще была незаконной, в котором приняли участие около 5000 человек. Демонстрация была жестко подавлена полицией, что привело к травмам. а также к арестам. Одновременно со взрывом протестных и радикальных ассоциаций Арман де Флувиа создал в 1977 году в Барселоне Institut Lambda, позже Casal Lambda, первый психологический центр поддержки для гомосексуалов. Также в 1977 году EHGAM создал журнал Hotsa, первый гомосексуальный журнал в Испании.
В 1978 году был совершен первый каминг-аут. Это был Арман де Флувиа, который до этого использовал псевдоним Роже де Гаймон. Событие произошло на региональном телевидении TVE в программе Vosté question, которая была самой популярной в то время. Это было в тот год, когда первые гомосексуалы появились на телевидении: Арман де Флувиа и Джорди Пети появились в передаче La Clave.
Первой ассоциацией лесбиянок была Grup de Lluita per l'Alliberament de la Dona, созданная в Барселоне в 1979 году. Даже после ее создания лесбиянки вели себя сдержанно в рамках движения, пока в 1987 году не были арестованы две женщины за поцелуи в 28 июля общественность спровоцировала массовый протест публичным поцелуем на площади Пуэрта-дель-Соль в Мадриде, который с тех пор повторяется ежегодно.
С 1978 года гомосексуальные движения в Мадриде не имели преемственности: в 1978 году FHAR и MDH были ликвидированы, сторонники движения присоединились к ассоциации Mercurio, чтобы создать Фронт за освобождение гомосексуалов Кастилии (FLHC), который организовал крупнейшую демонстрацию 28 июня 1978 года с 10 000 участников. Информационный бюллетень FLHC содержал 3 названия: La Ladilla Loca, La voz del FLHOC и Here the FLHOC. Напряженные отношения между геями и лесбиянками привели к созданию в 1981 году Colectivo de Feministas Lesbianas de Madrid (CFLM) по всей стране и Grupo de Acción por la Liberación Homosexual (GALHO), несколько менее радикального, чем FLHOC. В конце концов FLHOC и GALHO тоже исчезают.
В этот период была принята Конституция 1978 года, текст, который обеспечил демократизацию и либерализацию государства. Однако закон об опасности и социальной реабилитации, наследник закона о бродягах и жуликах, все еще применялся против трех человек в 1978 году.
26 декабря 1978 г. Адольфо Суарес подписал поправку к закону о социальной опасности, которая исключила гомосексуальность из текста, который вступил в силу 11 января 1979 г., тем самым декриминализируя гомосексуальность в Испании. В том же году были освобождены последние заключенные гомосексуалы.
Несмотря на прекращение действия запрета, сопротивление нормализации гомосексуальности сохраняется не только среди консерватеров и церкви, но и со стороны либералов. Хорошо известно интервью Тьерно Гальвана в Interviú 1977 года:
Нет, я не думаю, что их следует наказывать. Но я не сторонник предоставления свободы или пропаганды гомосексуальности. Я думаю, вы должны ограничить этот тип отклонения, когда в западном мире так четко определен инстинкт. Свобода инстинктов - это респектабельная свобода ... до тех пор, пока она ни при каких обстоятельствах не касается моделей сосуществования, которые широко принимаются в качестве позитивных моральных моделей.
И в этом мнении он согласился с мнением Федерики Монтсени, анархиста CNT, Эладио Гарсиа из Испанской Рабочей партии, Мануэля Гедана из Революционной организации рабочих и Диего Фабрегаса из партии Коммунистические левые Испании.

### Правительство Фелипе Гонсалеса
После того, как наиболее решающая фаза Переходного периода прошла, в Испании разразилась социальная революция, сопровождаемая экономической и политической революцией, высшим выражением которой было Мадридское движение.
Лишь в 1986 году гомосексуальность перестала быть преступлением против чести в испанской армии. Кодекс военной юстиции Испании предусматривает наказание за гомосексуальность с увольнением со службы и тюремным заключением на срок от шести месяцев до шести лет.
В 1983 году была создана Мадридская ассамблея геев (AGAMA), которая издает журнал Madrid Gai, который позже будет называться Mundo Gai до своего исчезновения в 1986 году. Только в 1985 году в Мадриде появилась постоянная организация, Мадридское общество геев (COGAM), позже Общество лесбиянок, геев, транссексуалов и бисексуалов Мадрида, как это было в Барселоне и Бильбао с конца 70-х годов. В 1987 году COGAM впервые издает журнал «Понять ...?». В 1992 году COGAM вышла из COFLHEE, потому что считалась слишком радикальной, и, как следствие, наиболее радикальные группы разделились, создав La Radical Gai и LSD, группу лесбиянок.
В Каталонии активист Хорди Пети основал в 1986 году Coordinadora d'Iniciatives, которое в 1988 году трансформировалось в федерацию ассоциаций Coordinadora Gai-Lesbiana de Catalunya (CGL). Также в 1986 году в Валенсии была создана Col·lectiu Lambda. В 1989 году в Кордове был создан постоянный форум по гомосексуальности, который в 1992 году стал ассоциацией COLEGA. В 1993 году COLEGA быстро расширилась по всей Андалусии, превратившись в федерацию ассоциаций под названием COLEGAS, которая позже распространилась на другие автономные сообщества. В 1995 году Espai ació gai-lesbià de Lleida i entorn ( EAGLE) за пределами столичного района Барселоны, что способствует заметности в районах, мало занимающихся этими вопросами. В 1989 году Институт Лямбда присоединился к Комиссии Pro-Casal, изменив свое название на Casal Lambda, который издавал одноименный журнал с того же года.
Первая постоянная ассоциация транссексуалов, Transexualia, также появилась в 1989 году. В 1992 году Комитет по культуре и защите лесбиянок (CRECUL), созданный в 1991 году, присоединился к COGAM, чтобы создать Государственную федерацию геев и лесбиянок (FEGL), позже Государственную федерацию лесбиянок, геев, транссексуалов и бисексуалов (FELGT) под руководством Армана де Флувиа, к которому позже присоединились Casal Lambda, NOS (Гранада), 28-J (Jaén) и Gais Cristians / es. Позже Федерация была расширена за счет других важных организаций, таких как Gehitu (Страна Басков), Alega (Кантабрия), Gamá (Канарские острова) или Col·lectiu Lambda (Валенсия). Руководство федерацией осуществляли такие важные общественные деятели, как Педро Зероло, Иньиго Ламарка, Хуана Рамос, Мигель Анхель Фернандес, Беатрис Химено и Тони Поведа.

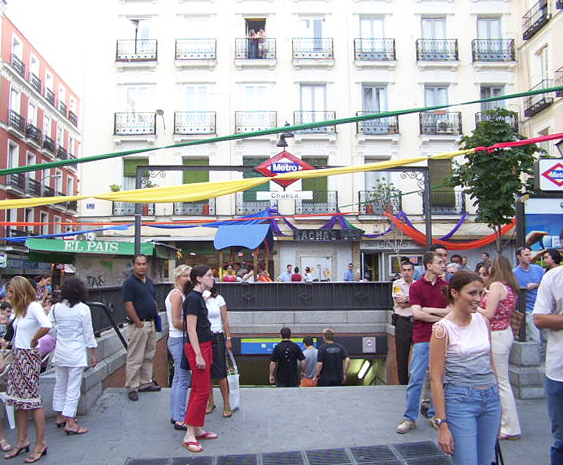
Плаза де Чуэка, центр гей-сцены в Мадриде, со входом на станцию метро Чуэка.

Ближе к середине 90-х в Испании появились первые «гей-кварталы»: Чуэка в Мадриде и Гашампле в Барселоне. Районы, возникшие в результате небольших скоплений гей-баров уже в переходный период, развиваются по американским моделям (например, Кастро в Сан-Франциско и Гринвич-Виллидж в Нью-Йорке) и европейским моделям (например, Le Marais в Париже или Old Compton в Лондоне) в сторону аутентичных центров культуры, отдыха и бизнеса для гомосексуалистов. Аналогичным образом, некоторые туристические районы Испании, такие как Ибица, Плайя-дель-Инглес-Маспаломас (Гран-Канария), Сиджес и особенно Барселона, считаются важными направлениями для гомосексуального туризма, так как относятся приветливо к геям со всего мира.
В феврале 1995 года в Севилье началось дело Арни, которое Хесус Васкес, один из пострадавших, назвал «последней попыткой реакционеров сокрушить неизбежное». Арни - это название гей-бара в Севилье. в котором якобы осуществлялась проституция несовершеннолетних. Скандал был огромным, 48 человек предстали перед судом, среди которых были такие имена, как вышеупомянутый Хесус Васкес, актер и певец Хавьер Гурручага, комик Хорхе Кадавал, бывший судья по делам несовершеннолетних Мануэля Рико Лара, Антонио Техадо, брата Марии дель Монте, и маркиз Сотогермосо Рамона де Карранса-и-Вильялонга. Большинству из них были предъявлены обвинения на основании показаний 15-летнего мальчика Хосе Антонио С.Б., «Свидетель № 1 », который подтвердил в приговоре провинциального суда Севильи, что «если бы средства массовой информации дали ему определенную сумму денег, которую он требовал, он бы сказал, что у него были сексуальные отношения даже с самыми высокими личностями нашей страны», и который в 2005 году будет предан суду за убийство или избиение одного из клиентов Арни за неуплату оговоренной суммы. Наконец, судья оправдал большинство обвиняемых за отсутствием доказательств, так как, по сути, некоторые из подсудимых никогда не были в Арни. Моральный ущерб, нанесенный подсудимым, был огромен: «Стекло разбито, доверие разбито», - прокомментировал Хорхе Кадаваль, и экономический ущерб тоже: так, например, Хесус Васкес выставил счет суду только на 10% от того, что можно было получить в то время.

### Правительства Хосе Марии Аснара

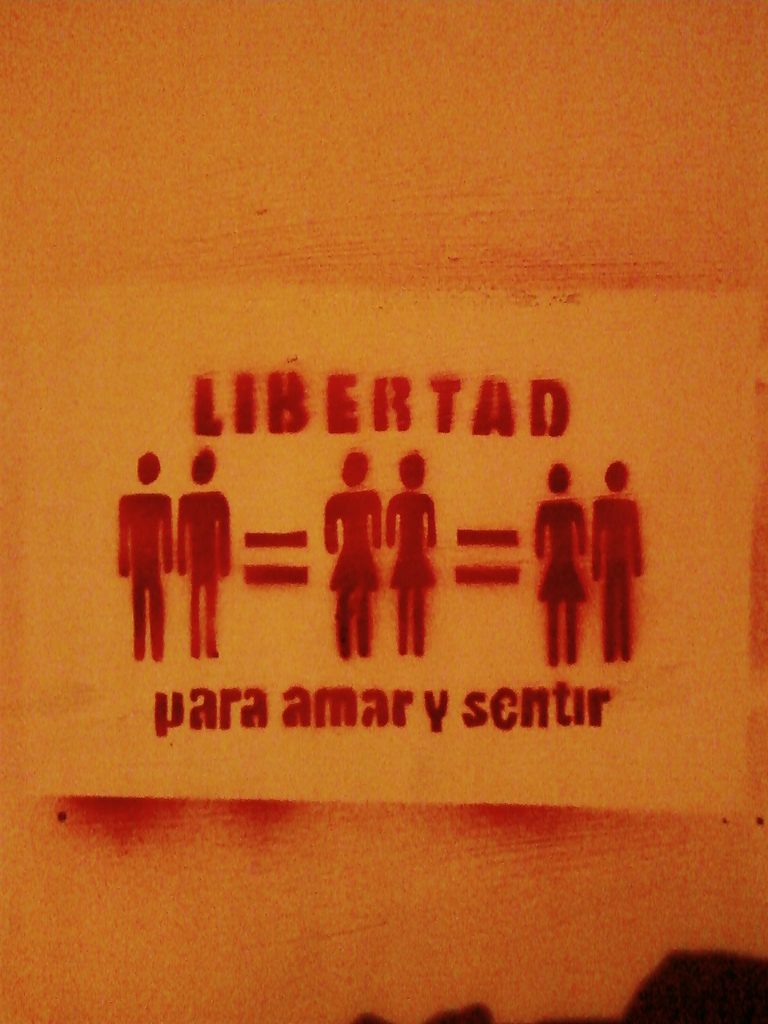
Мстительное граффити

На выборах 96 года социалисты проиграли, и власть впервые с 1934 года перешла к партии демократических правых. В течение восьми лет правления Хосе Марии Аснара Народная партия отвергала различные законодательные предложения, внесенные оппозицией по легализации браков между людьми одного пола.
Первым политиком, публично заявившим о своей гомосексуальности, был Микель Исета, депутат PSC во время выборов 1999 года, за ним в 2000 году последовал бывший социалистический министр образования Херонимо Сааведра, который совершает каминг-аут в прологе книги «Прогулка по Испании» Фернандо Брукетаса. Позже Хосе Мария Мендилуче, кандидат от Лос Вердес в городской совет Мадрида в январе 2003 года, сделает это во время избирательной кампании.
Не было национального урегулирования ситуации сосуществования гомосексуальных пар, хотя некоторые автономные сообщества пришли регулировать положение гражданских пар (включая однополые пары), чтобы они могли иметь минимальные юридические преимущества. 30 июня 1998 г. в Каталонии был принят первый Закон о парах, разрешающий гомосексуальные пары, за которым последует Закон Валенсии, 1 декабря 2001 г. - Закон Мадрида, а 2 января 2002 г. - Закон Балеарских островов. В мае того же года - в Астурии, а в декабре - в Андалусии; Эстремадура, Страна Басков и Арагон присоединятся в 2003 году.
Несмотря на то, что гомосексуальность была легализована двумя десятилетиями ранее, в конце 90-х полиция все еще вела полицейский учет гомосексуалов, которые были зарегистрированы во времена Франко или в переходный период. Лишь в 2001 году Испанская Социалистическая Рабочая Партия внесла в парламент закон об удалении этих фотографий.
Под руководством Азнара родился журнал Zero, ориентированный на гомосексуальную публику. Журнал стал ориентиром для веселой жизни, и на его страницах впервые совершили каминг-аут выпускник военного училища, подполковник Санчес Силва , гражданский гвардеец и священник. Важные общественные деятели, такие как Хосе Мария Мендилуче, Хесус Васкес, Эусебио Понсела, Рафаэль Амарго, Хорхе Кадаваль, юморист Los Morancos, Начо Дуато, хотя он никогда не скрывал своей гомосексуальности, или Артуро Техерина также вышли объявили о своей гомосексуальности на его страницах. Такие политики, как Хосе Луис Родригес Сапатеро, Гаспар Лламасарес и Альберто Руис-Гальярдон, появились на его обложке в тех же выпусках журнала, в которых были опубликованы их интервью.
Что касается сообществ, то в 1996 году фонд Triángulo отделился от COGAM. Фонд будет тем, кто проведет первый Международный фестиваль фильмов о геях и лесбиянках в Мадриде. В мае того же года ассоциация De Par en Par была создана в Эстремадуре, последнем автономном сообществе, имевшем собственную ассоциацию. В 2000 году после исчезновения коллектива Acción была создана Тованда, первая постоянная ассоциация в Арагоне. Тованда организовывает Zinentiendo с 2005 года, выставку лесбиянок, геев, транссексуалов и бисексуалов в Сарагосе, Уэске и других городах Арагона.

## В XXI веке

### Правительство Хосе Луиса Родригеса Сапатеро

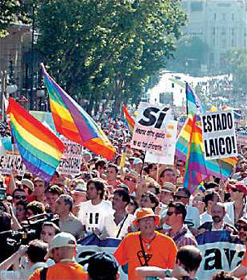
Марш, посвященный Дню прайда ЛГБТ и легализации гомосексуальных браков

В 2004 году в Испании прошли всеобщие выборы, на которых правые потеряли власть и она перешла в руки левоцентристов во главе с Хосе Луисом Родригесом Сапатеро. Среди других социальных мер они обещали легализовать гомосексуальные браки в Испании.
Таким образом, и в соответствии с предвыборной программой, во время законодательного собрания однополые браки были легализованы 2 июля 2005 г. при поддержке большинства Конгресса депутатов 187 голосами за (PSOE, PNV, ERC, CC, IU, смешанная группа, два депутата CiU и один депутат PP) и 147 против (PP и Unió Democràtica de Catalunya) и 4 воздержавшихся. Согласно опросу, закон получил поддержку 66% населения. Народная партия подала апелляцию на закон в Конституционный суд, которая была отклонена 6 ноября 2012 года в ходе голосования по типу пленарного заседания, на котором 8 голосов поддержали закон и 3 голоса против. За пределами парламентской сферы он был отклонен Католической церковью и связанными с ней организациями, такими как Испанский семейный форум. Эта легализация однополых браков также подразумевает равные возможности с гетеросексуальным браком при выборе усыновления.
В течение первого года действия закона около 4500 гомосексуальных пар вступили в брак. Спустя почти два года после утверждения однополого брака и возможности совместного усыновления 27 февраля 2007 г. новый закон обсуждался в Конгрессе, согласно которому брак должен состоять исключительно из союза мужчины и женщины, тем самым отменяя гомосексуальный брак и права, которые он влечет за собой. Эта инициатива была представлена Форумом испанской семьи и поддержана более чем 1 500 000 подписавшихся. На Конгрессе депутатов она была одобрена Народной партией и Демократическим союзом Каталонии. Однако все другие партии, в которых было политическое большинство, проголосовали против инициативы, и, таким образом, действующее законодательство было сохранено.
В октябре 2006 года в Ситжесе был открыт первый памятник гомосексуальному сообществу в Испании - перевернутый розовый треугольник, расположенный на променаде. 16 мая 2009 года в Дуранго был открыт первый памятник, посвященный преследованию гомосексуалистов во время режима Франко. 20 марта 2011 г. в парке установлен памятный памятник «в память о геях, лесбиянках и трансгендерах, которые на протяжении всей истории подвергались преследованиям и репрессиям». Памятник разместили после разногласий, возникших после того, как просочилась информация о том, что городской совет планировал разместить ее перед собором Святого Семейства.

### Правительство Педро Санчеса
Глава испанского правительства в июне 2021 года Педро Санчес объявил, что кабинет министров страны даст зеленый свет законопроекту, известному как "транс-закон". Одобрение документа совпадет с традиционной Неделей гордости. Одно из главных нововведений - закон позволит людям менять гендерный маркер в личных документах, просто изъявив подобное желание.
В июле 2021 года Тысячи людей вышли на улицы с плакатами "Мы не желаем жить в страхе", требуя найти и наказать преступников после недавнего убийства 24-летнего гомосексуала.

## ЛГБТ-культура

### Фильмы

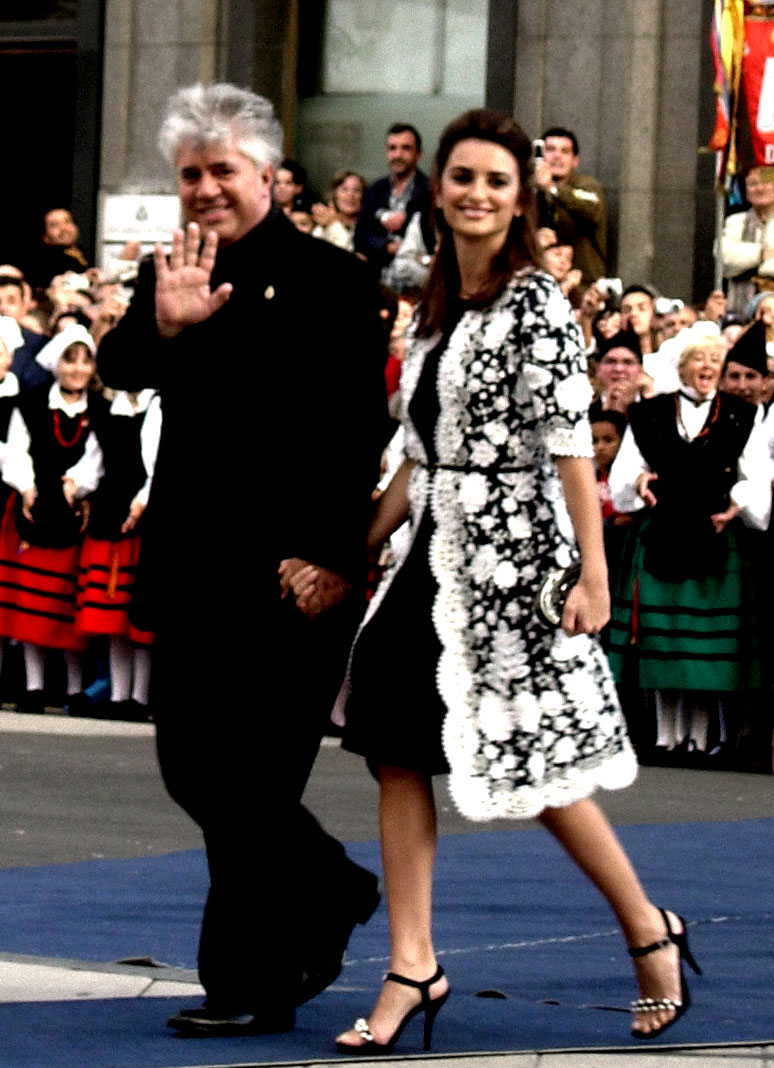
Педро Альмодовар и Пенелопа Крус на вручении Премии принца Астурийского в области искусств

Начало гомосексуальности в испанском кино было трудным из-за цензуры Франко. Первым фильмом, который показывает гомосексуальность в очень замаскированной форме, был мюзикл 1961 года «Разное» Луиса Марии Дельгадо. До 1977 года гомосексуализм появлялся в любом фильме, чтобы высмеять его с помощью архетипа забавной божьей коровки, например, в фильме «Ты не пожелаешь соседу пятого», причем Альфредо Ланда был одним из ярчайших его представителей. В том же году был выпущен фильм «Un dios», драма от неизвестного режиссера Хайме Чаварри и Элиас Керехета, действие которой происходит на фоне гражданской войны в Испании, главным героем которой является пятидесятилетний гомосексуал, и фильм Элоя де ла Иглесиа Los pleres ocultos, в котором проблема рассматривается не с какой-то комичной точки зрения, а с точки зрения драмы.
С течением времени появились фильмы, в которых гомосексуальность больше не рассматривалась негативно, например, "Ocaña, retrato intermitente" (1978) Вентура Понса и «Муерте де Микель» (1984) Иманола Урибе. В этих фильмах показаны различные образы гомосексуалов: гомосексуал из высшего сословия в Los Placeres occultos (1977) и политик, боявшийся совершить каминг-аут в El Diputado (1978), два образа - Элой де ла Иглесиа, трансвестит в фильме «Человек по имени Флора». "Осени" (1978), "Воинственная сумасшедшая Гей-клуба" (1980) и др. Гомосексуальность находится в центре сюжета, и гомосексуалы изображаются уязвимыми персонажами, находящимися в конфликте между собой и обществом.
С 1985 года гомосексуальность перестает быть центром сюжета, несмотря на то, что продолжает оставаться в основе сюжета. Эта тенденция начинается с «Закона желания» (1987) Педро Альмодовара и продолжается такими фильмами, как «Tras el cristal» (1986) Агустина Вильяронги, «Вещи желаний» (1989) и «Вещи желаний 2» (1995) Хайме Чаварри.
Совсем недавно были сняты фильмы «Прости, но Лукас хотел меня» (1997), «Вторая кожа» (1999), Sobreviviré (1999), Нулевой километр (2000), совместное производство в Аргентине Plata quemada (2000), Болгарские любовники (2003 г.) и Щенок (2004 г.). Первый фильм на тему ЛГБТ, снятый на баскском языке, называется «Андер» (2009) Роберто Кастона. Особенностью его является рассмотрение гомосексуальности в сельском мире, тема, которую не часто изображают. В Krámpack (2000) тема открытия сексуальной ориентации рассматривается посредством экспериментов и первых отношений двух подростков. В последующие годы юмористические подходы к этой теме были сняты, но к ним относились с уважением и призванием к нормализации, например, Рейнас (2005) Мануэля Гомеса Перейры о последствиях принятия Закона, разрешающего гомосексуальные браки, Chuecatown (2008) Хуана Флана и Out of Letter (2008) Начо Г. Велилла.
Несомненно, флагманом ЛГБТ-культуры в Испании является Педро Альмодовар. Режиссер часто использовал ЛГБТ-темы в своих фильмах, благодаря которым он стал самым успешным испанским режиссером на международном уровне. Вместе с Альмодоваром, Вентура Понс и Элой де ла Иглесиа - два режиссера, наиболее широко представившие гомосексуализм в испанском кинематографе. В сентябре 2004 года также режиссер Алехандро Аменабар заявил о своей гомосексуальности.
Фильмов на лесбийскую тематику снято гораздо меньше. В 1970-е годы в фильмах категории Б, от комедий до эротических, была настоящая лесбийская инфляция, но особенно в фильмах, относящихся к фантастическому террору. Тем не менее изображение лесбиянства, часто в форме «извращенной лесбиянки» или «вампира», не было направлено на женскую или ЛГБТ-аудиторию, а было направлено на удовлетворение мужского либидо. Позже, в 1980-х, когда все изменилось, и начали сниматься фильмы с лесбийским содержанием для лесбиянок. Самой известной, пожалуй, является комедия «Моя мама любит женщин» (2002). Можно также выделить 80 egunean (2010), снятом на баскском языке, в которых рассказывается история любви двух пожилых женщин.
Два самых важных кинофестиваля - это LesGaiCineMad в Мадриде и Барселонский международный кинофестиваль геев и лесбиянок (FICGLB). Есть также бесчисленное множество фестивалей и небольших шоу ЛГБТ, таких как Festival del Mar на Балеарских островах, Festival del Sol на Канарских островах, Zinegoak в Бильбао, LesGaiFestiVal в Валенсии, AndaLesGaiFestival в Севилье или Zinentiendo в Сарагосе.

### Телевидение
До 1970-х годов гомосексуальность на телевидении в Испании абсолютно отсутствовал. В испанских телесериалах или программах просто никогда не было вымышленных персонажей-гомосексуалов, и, конечно же, никто из тех, кто работал в СМИ, публично не признавал свою гомосексуальность.
Когда переход начался, прогресс был робко заметен, несмотря на трудности, связанные с цензурой, даже в конце 1970-х. Например, программа дебатов La clave объявила о трансляции программы, посвященной этой проблеме, 8 апреля 1978 г., однако оно было подвергнуто цензуре и поэтому не могло транслироваться. В этой программе эта тема не могла быть затронута до 1983 года. Еще одной важной вехой для моральных канонов того времени стал репортаж о Дне гордости ЛГБТ, который транслировался в разделе Weekly Report в 1981 году.
В области телевизионной фантастики эволюция телевидения была идентична эволюции кино: начали появляться гомосексуальные персонажи, но всегда как объект насмешек. От тенорио, сыгранного Педро Осинагой в пародии на Дон Хуана Антонио Мерсеро (1974) до пародий на Андреса Пахареса или шуток Аревало - все это является хорошим примером.
В восьмидесятые годы положение дел изменилось. Персонажи, которые появляются, временами являются измученными и подавленными людьми из-за своего состояния. Хотя Хайме Чаварри был предшественником в подходе, который он дает персонажу Оскара Уайльда в эпизоде «Портрет Дориана Грея» из сериала «Лос-Либрос», вышедшем 28 декабря 1977 г., первым, кто предложил такой подход, был сценарист Ана Диосдадо в эпизоде «Рыбалка и встречи с герцогом» из сериала «Золотые кольца» (1983), в котором изображен молодой человек (Тони Исберт), во власти которого преобладает его мать (Марго Коттенс), женатый на Розалии Данс, чтобы ослабить социальное давление. Три года спустя тот же автор написал первую серию в Испании, в которой гомосексуалист фигурировал как постоянный персонаж. Это было сериал Второе учение, и Хавьер Эскрива дал жизнь персонажу.
Уже в 90-х Тио Вилли снял с Андресом Пахаресом сериал, который Альберто Мира считает нечестной попыткой изобразить гомосексуальность, ориентированный на гетеросексуального зрителя, удобный и искусственный стереотип для обычного зрителя.
С конца 20-го века начали распространяться национальные телесериалы с участием ЛГБТ-персонажей. Эти персонажи в целом характеризуются попытками порвать с традиционными стереотипами о гомосексуалах и решить текущие проблемы ЛГБТ, такие как гомосексуальный брак или усыновление. Сериал «Больше, чем друзья» был пионером с персонажем Беа (Лейре Беррокаль), лесбиянкой, которая естественно принимает свое состояние. Особо следует упомянуть также известный молодежный сериал «Уход Эла», который в сезоне 1999–2000 годов представил гомосексуальные отношения между подростковой парой (Санти - Алехо Саурас - и Рубен - Бернабе Фернандес ли персонаж Клары (Лаура Мансанедо), которая начинала как лесбиянка, а позже стала бисексуалом, хотя и у нее было меньше экранного времени, чем в других сериалах.
Не исключено, что поворотным моментом в нормализации телевидения стал Siete Vidas (1999-2006), самый продолжительный сериал на испанском телевидении, с главной героиней Дианой Фрейре (актриса-лесбиянка, которую сыграла Анабель Алонсо). Его успешный спин-офф, Аида, рискованно представил в качестве одного из главных героев гомосексуального подростка (Фидель Мартинес), который, как ни странно, преувеличивает некоторые из самых непокорных стереотипов геев. По словам Эдуардо Казановы, актера, который играет Фиделя и которому было всего 15 лет, когда он начал играть этого персонажа, цель этого - заставить гомосексуалов признать себя таковыми и понять, что сексуальная свобода должна начаться как можно скорее. Другие сериалы с самым высоким рейтингом продолжили вслед за Сите Видас, такие как Aqui no hay que viva, Hospital Central, Los Serrano и Física o Química, в том числе гомосексуалисты среди главных героев.
Помимо сериалов отечественного производства, стоит выделить триумфальные в Испании зарубежные сериалы, главные герои которых - гомосексуалы. От Джоди де Соап и Ствена Кэррингтона (Эл Корли) из Dynasty, одного из первых прекрасных геев в истории мирового телевидения, до Queer as Folk, транслируемого бесплатно на канале Four, вскоре ставшего хитом зрителей, и после трансляции пятого и последнего сезона он полностью повторился на рассвете. Точно так же The L Word уже два сезона выходит в эфир на частном телеканале. Кроме того, транслировались другие сериалы с участием некоторых главных гомосексуальных персонажей, таких как "Баффи, истребительница вампиров", «Два метра под землей» или «Уилл и Грейс», и они получили очень хорошее признание.
В 2009 году национальная сеть Factoría de Ficción представила ситком под названием Sexo en Chueca, впервые посвященный жизни группы гомосексуальных персонажей. Два года спустя был сделан новый шаг, когда сериал с участием гей-пары (Андрес Хита, Тони Канто и Хуанхо, Хавьер Толоса) впервые транслировался в прайм-тайм, в данном случае на Telecinco и с участием название «Безумная жизнь».
С другой стороны, следует упомянуть известных ведущих национальных телевизионных программ, таких как Хесус Васкес (Выжившие, Operación Triunfo и др.), Хорхе Хавьер Васкес (Вот помидор, спаси меня), Сандра Барнеда (La noria, дебаты Эль-Гран) или Борис Изагирре (канал № 4), который публично признали свою гомосексуальность открыто и без ущерба для уровня аудитории своих программ.
В 2010-х годах обращение с персонажами ЛГБТ, которые являются частью вымышленных сюжетов, было нормализовано, без того, чтобы их сексуальная ориентация обязательно определяла будущее или поведение персонажа. Так будет, например, с персонажем, которого играет Каэтана Гильен Куэрво в сериале «Министерство времени» (2015).

### Интернет
Интернет позволил открыть новые способы распространения гомосексуальной реальности в Испании через веб-порталы и блоги, посвященные информации ЛГБТ, а также другие инициативы.
Следует выделить первый откровенно гей-фантастический мини-сериал в Испании Lo que surja (или LQS), мини-сериал, созданный культурной ассоциацией Singermorning, первый эпизод которого был размещен в Интернете в октябре 2006 года. Позже за этой новаторской инициативой последует выпуск аналогичных продуктов, среди которых также выделяется сериал на тему лесбиянок «Девушка ищет девушку». Оба сериала были отмечены на фестивале фильмов о геях и лесбиянках LesGaiCineMad 2007 присуждением телевизионной премии LesGai.

### Литература

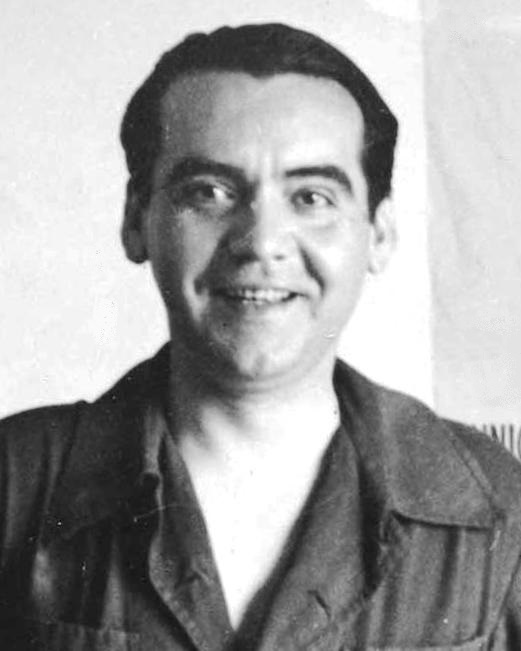
Федерико Гарсия Лорка в 1932 году

### Музыка

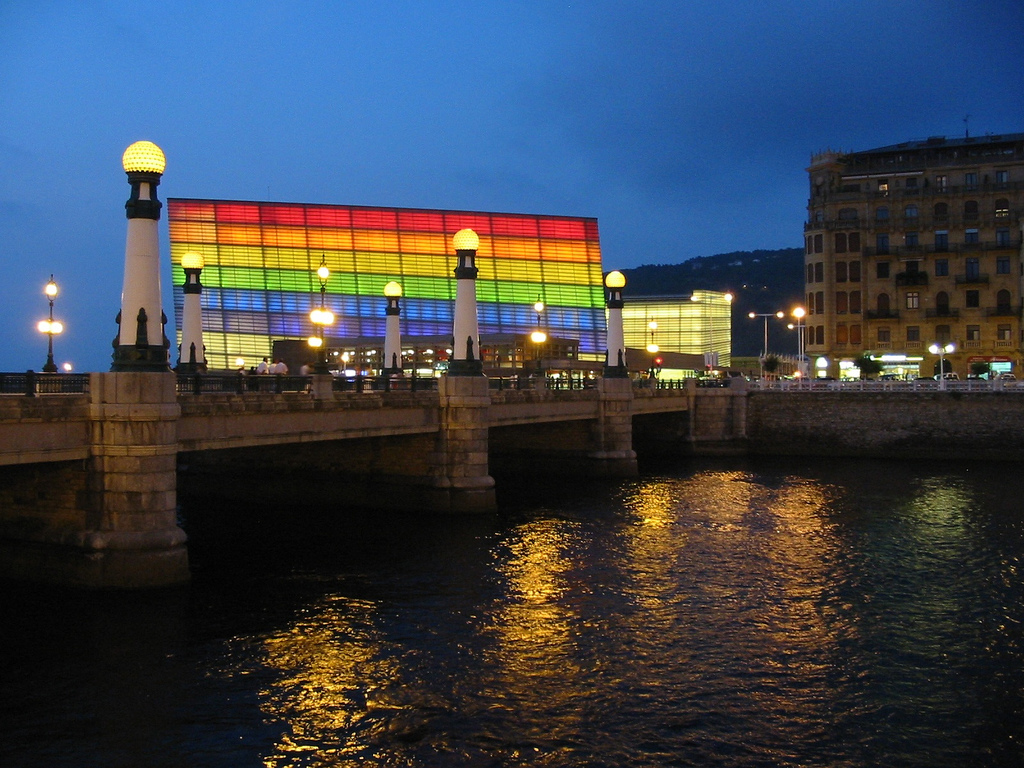
Специальное освещение Kursaal Auditorium в Сан-Себастьяне по случаю празднования Дня гордости ЛГБТ.

Во время диктатуры Франко музыканты нечасто упоминали гомосексуальность в своих песнях или публичных выступлениях. Рафаэль де Леон, автор текстов таких стихов, как Охос Вердес, Мария де ла О или Тату и гомосексуальный близкий друг Гарсиа Лорки, имел огромный успех в качестве автора текстов для трио Quintero, León y Quiroga, он никогда не упоминал гомосексуальность, будучи очень строгим. в своей личной жизни. Исключение составлял певец копла Мигель де Молина, открытый гей и республиканец, который был вынужден бежать в Аргентину после жестоких пыток и запрета его выступлений. По всей Испании выступал тонадильеро Томас де Антекера, который, несмотря на то, что никогда не признавал своей гомосексуальности, демонстрировал своими интерпретациями, голосом и характерной одеждой очевидную манерность. Еще одним исключением был Бамбино, чья гомосексуальность была известна во фламандских кругах. Также некоторые песни Рафаэля, такие как What Nobody Knows, Let's Talk About Love или Say What They Say, часто интерпретируются в гомосексуальном ключе.
В 1974 году фолк-рок-группа Cánovas, Rodrigo, Adolfo y Guzmán осмелилась изобразить лесбийские отношения в песне María y Amaranta, тема, которая неожиданно была проигнорирована цензурой. Уже в Transition дуэт Vainica Doble отразит в своей песне El rey de la casa историю гея, столкнувшегося с предрассудками своей семьи.
Певец и автор песен Виктор Мануэль также несколько раз включал тему ЛГБТ в свои песни. В 1980 году он опубликовал «Кто больше» - настоящую историю любви двух мужчин, которая закончилась после тридцати лет отношений. Позже он затронул тему транссексуальности в своей песне Como los monos de Gibraltar, женский гомосексуализм в Лауре больше не живет здесь и бисексуальность в «Не называйте меня сумасшедшим».
Но только после рождения Movida Madrileña гомосексуальность стала заметна в испанской музыке. Дуэт, сформированный Альмодоваром и Макнамарой, отличался трансвестированием во время концертов и провокационными песнями на сексуальную тему. Со своей стороны, Тино Казаль никогда не скрывал своей гомосексуальности и стал иконой для многих геев. Но музыкантами, которые больше всего ассоциировались с ЛГБТ-движением с момента его создания, были трио, сформированное Аляской, Начо Канутом и Карлосом Берланга, которые в своих различных проектах, от Kaka de Luxe до Fangoria, включали ссылки на гомосексуальность как в свои тексты, так и в текст ваш публичный имидж. За время своего пребывания в роли Динарамы они записали песню Who cares, которая стала главным гимном Испании для геев. После Movida некоторые из его представителей продолжили создавать музыку с гомосексуальной тематикой, например, Фабио Макнамара, Карлос Берланга в таких песнях, как Vacations, или Луис Мигелес, бывший гитарист Dinarama и в настоящее время участник Glamour to kill, и, конечно же, Fangoria с темами как мужчины или если Бог знает, пусть знает мир.

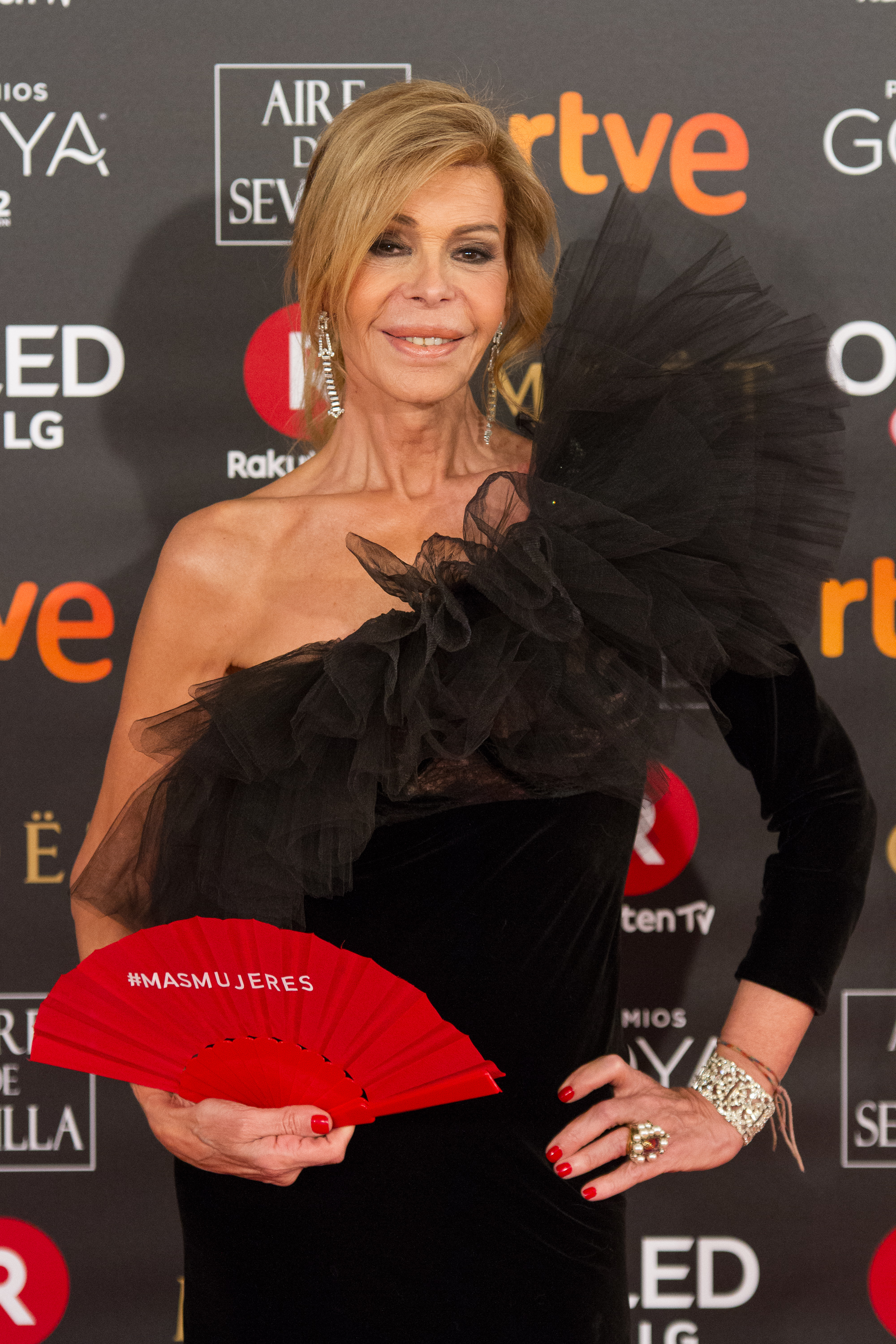
Бибиана Фернандес

В 1983 году певец и автор песен Хоакин Сабина осмелился затронуть тему, доселе табуировавшуюся в Испании, такую как транссексуальность, в песне Juana, la loca. В конце 80-х группе Mecano удалось найти тему «Женщина против женщины», в которой была сделана явная защита лесбийской любви, имела успех по всей Испании и стала одной из его самых запоминающихся песен. Спустя годы они также сочинили песню Stereosexual, в которой речь шла о бисексуальности. В 1988 году Tam Tam Go !, в свой альбом Spanish shuffle, включили песню Manuel Raquel, единственную на испанском языке, которая была посвящена истории транссексуалов.
Начиная с 90-х годов, новые певцы и авторы песен, появившиеся в Испании, также отразили тему в своих песнях, особенно Инма Серрано, Хавьер Альварес и Андрес Левин, хотя Педро Герра также сделал это в своей песне Otra forma de sens, или Tontxu en. Точно так же другие артисты самых разных стилей записали песни с гомосексуальными темами, среди которых мы можем выделить OBK: Небеса не понимают, Поймите любовь, и я выживу Моника Наранхо, Как цветок из Малу, Новый год Амарал, Солнце, ночь, Луна и Различие Ченоа, Твоя жизнь - твоя жизнь Пасторы Солер, Моя девушка Forever Slave, Сексуальная революция La casa azul Любой, кто хочет понять, что он понимает Мяго де Оз, Нет другой любви Вероники Ромео (с видеоклипом) или Cometas por el cielo из "Уха Ван Гога"  194
В независимой поп-музыке гомосексуальность также рассматривается с разных сторон, например, группа They в их песне Different или L Kan in Gayhetera. Со своей стороны, дуэт Astrud временами был связан с гей-культурой из-за того, что его почитала очень специфическая часть гомосексуальной общественности. Группа Gore Gore Gays занимается самыми разными темами, от оправдания до откровенного секса.